# Diritti televisivi del calcio in Italia

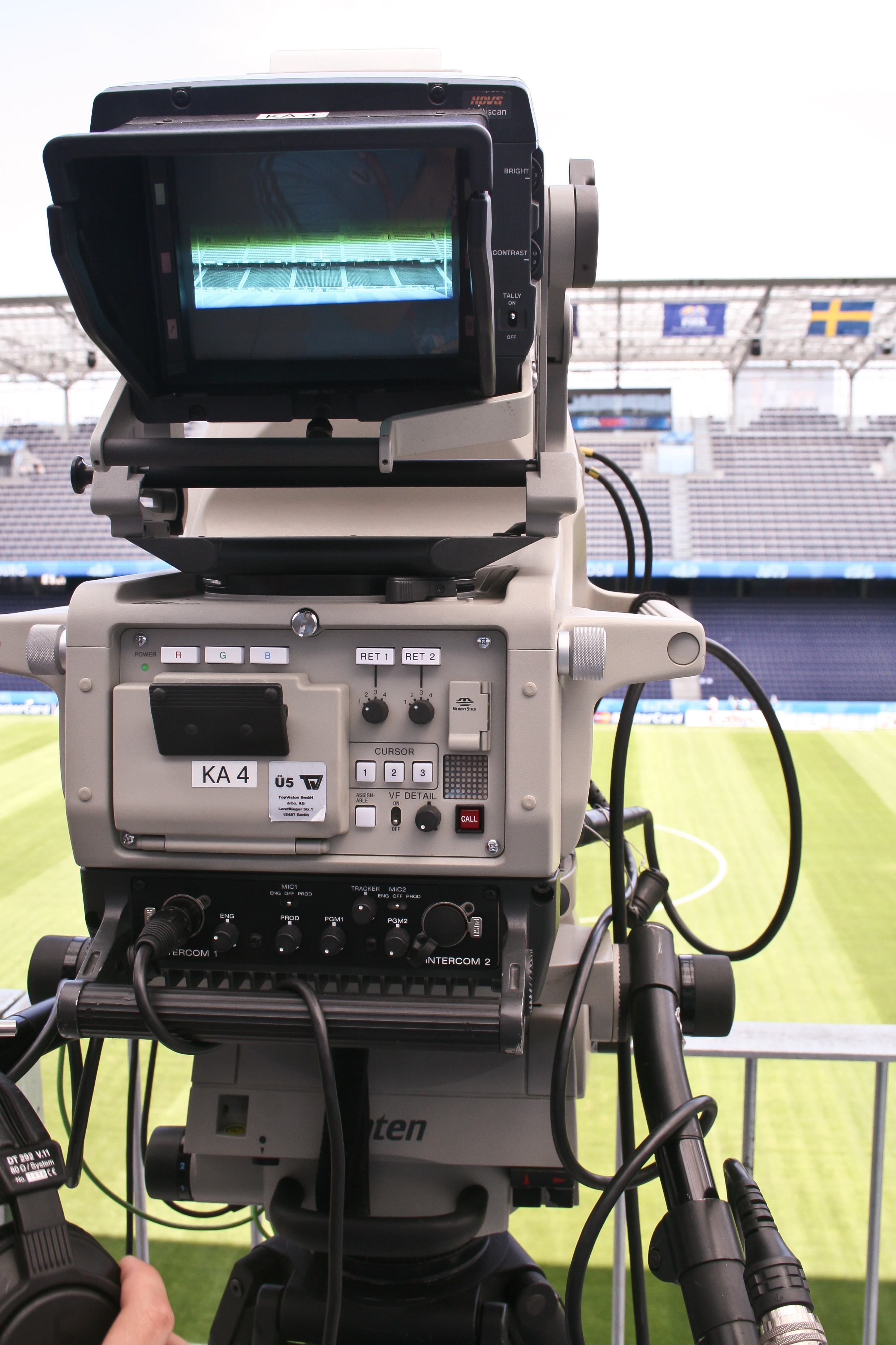
Ripresa televisiva in uno stadio calcistico

Le norme sui diritti televisivi del calcio in Italia, introdotte nel 1980, regolano la trasmissione in diretta o in differita delle competizioni calcistiche all'interno del territorio italiano.

## Campionati e competizioni in Italia

### Serie A

#### L'assenza dei diritti televisivi
Fino al 1980, in Italia era pressoché sconosciuto il tema dei diritti televisivi sia in chiaro sia criptati, dunque le società calcistiche ricavavano gran parte dei propri guadagni grazie alla vendita dei biglietti per le partite. Nel modello italiano la locuzione diritti televisivi calcistici in vendita non aveva alcuna rilevanza, trattandosi di un istituto giuridico proprio del modello calcistico del Regno Unito e degli Stati Uniti d'America, quindi fondamentalmente estraneo all'ordinamento del calcio italiano.
Qualsiasi televisione privata era libera di riprendere una qualunque partita in territorio italiano, e nulla poteva impedire l'accesso agli stadi agli operatori di cinepresa. L'accesso agli impianti sportivi era regolato dai comuni: per via dello spirito sportivo, si era consolidata l'usanza di far entrare qualsiasi giornalista e redazione televisiva nella tribuna stampa, spesso senza nemmeno richiedere il prezzo del biglietto.

L'allenatore Giovanni Trapattoni esce dal campo, nella seconda metà degli anni settanta, ripreso da una telecamera della Rai.

Le prime emittenti private locali, nate nel corso degli anni settanta, non approfittavano però di questa possibilità. In parte dipendeva da ragioni organizzative e in parte dal fatto che la pubblicità non era ancora uno strumento di profitto ampio e strutturato. La Rai basava i suoi introiti pubblicitari quasi solo su Carosello e altre piccole rubriche pubblicitarie: tale situazione terminò nel 1977. Dal 1960 andava in onda la domenica alle ore 19:00 la telecronaca differita di un tempo di una partita di Serie A, senza il pagamento di diritti televisivi o senza che questo generasse transizioni finanziarie di tipo commerciale.
Inoltre, per ragioni di tradizione, le partite erano concentrate tutte nella domenica pomeriggio, e fiorirono, a tal proposito, anche canzoni popolari. Questa situazione rendeva il quadro generale ulteriormente ostico alla commercializzazione dei diritti televisivi.
Negli anni del calcio da stadio, la Rai aveva un regolamento che prevedeva la trasmissione in diretta delle partite dei campionati italiani su tutto il territorio, fatta eccezione per la provincia della squadra che giocava in casa al fine di non ridurre l'incasso proveniente dai biglietti venduti allo stadio. Il regolamento non era stato negoziato con la Lega Calcio. Il modello italiano era economicamente organizzato sui soli proventi di spettatori paganti e abbonati, e tutta la capacità economica delle società risultava essere fortemente proporzionata al numero di tifosi che fisicamente si recavano allo stadio.

#### 1980: idiritti televisivi in vendita
L'istituto giuridico dei diritti televisivi in vendita viene importato in Italia nel 1980, copiandolo dal modello angloamericano. Ad attestarlo sono le delibere e i relativi contratti tra la Rai e la Lega Calcio, che fino a quel momento non avevano alcun rapporto formale e giuridicamente connotato. Questa modifica avvenne col passaggio di consegne alla presidenza tra Renzo Righetti e Antonio Matarrese.
Alla base del contratto la Lega Calcio, in cambio di una somma pari a 3 miliardi di lire, attribuiva alla Rai l'ammissibilità delle telecamere negli stadi per le riprese delle partite. Materialmente si trattava di chiudere i cancelli degli stadi ai cameramen delle televisioni private. Lo scopo dell'istituto era che la Rai, in qualità di ente pubblico, diventasse concessionario della Lega Calcio, trasmettendo il calcio gratuitamente in tutta Italia.

#### 1993: distinzione tra diritti criptati e diritti in chiaro
La prima rivoluzione che supera il concetto del calcio visibile gratuitamente a tutti arriva nel 1993, con gli accordi tra Lega Calcio e Telepiù. In questo caso, l'ordinamento italiano si era ispirato all'istituto giuridico anglosassone dei diritti televisivi criptati. Inoltre, per scissione dell'originario istituto del 1980, viene separata la figura dei diritti televisivi in chiaro. Così, dal 1993 si hanno diritti criptati e diritti in chiaro.
L'insorgenza dei diritti in chiaro nasce dalla volontà di circoscrivere ai soli possessori di un abbonamento la visione televisiva degli incontri, con il solo scopo di aumentare gli introiti per le società di calcio. La possibilità di seguire l'evento in TV si scontra quindi con la tradizione di recarsi allo stadio, luogo spesso carente in materia di sicurezza.
Malgrado l'incremento del potere televisivo, la presenza di tifosi allo stadio continua, sia pur con inevitabili oscillazioni, a mantenere il proprio fondamentale ruolo.

#### 1993-1996: i posticipi criptati su TELE+

La sede milanese di Telepiù, prima azienda televisiva a ottenere i diritti criptati delle partite di calcio italiano.

Il contratto stipulato nel 1993 tra la Lega Calcio e Telepiù stabiliva che per tre stagioni, dal campionato 1993-1994 al campionato 1995-1996, il canale TELE+2 trasmettesse una gara del massimo campionato di calcio italiano, generalmente il posticipo alle 20:30 della domenica, per ciascuna delle prime 28 giornate (negli ultimi sei turni non vi era tale posticipo per garantire la regolarità della fase finale del torneo). Le gare erano visibili tramite un decoder solo ai sottoscrittori dell'abbonamento, semestrale o annuale. Il contratto consentiva alla pay TV di scegliere, all'inizio della stagione, quale gara trasmettere in ciascuna delle prime 28 giornate, ma rispettando alcuni vincoli fra i quali un minimo di 2 e un massimo di 5 passaggi televisivi per ognuna delle 18 squadre e l'impossibilità di trasmettere, nel girone di ritorno, le stesse gare del girone di andata (vincolo successivamente abolito con una successiva rinegoziazione, oltre a un aumento a 6 del numero massimo di passaggi televisivi per i grandi club). Tutte le altre gare del campionato potevano essere trasmesse, come in passato, solo in casi eccezionali e solo in chiaro dalla Rai (recuperi infrasettimanali di partite precedentemente rinviate e anticipi dettati da impegni delle squadre nelle competizioni internazionali, purché non coincidenti con le gare prescelte da TELE+ a inizio stagione, nonché gli spareggi di fine campionato).

#### 1996-1999: il monopolio di TELE+
Nel 1996 Telepiù inaugura la sua piattaforma satellitare DStv (successivamente Telepiù Satellite, D+ e infine TELE+ Digitale) e negozia con la Lega Calcio per la copertura pressoché totale della Serie A. Per tre stagioni, dal campionato 1996-1997 al campionato 1998-1999, la nuova piattaforma trasmetteva quindi tutte le partite di Serie A e non più solo i posticipi. Era possibile abbonarsi all'intero campionato oppure solo alle partite di una singola squadra; inoltre, attraverso la pay-per-view Palco, era possibile acquistare le singole partite. Solo gli spareggi di fine campionato, se giocati in gara unica in campo neutro, restavano fuori dall'offerta di TELE+; i diritti per la loro trasmissione in diretta venivano ceduti di volta in volta dalla Lega.

#### 1999-2003: il duopolio di TELE+ e Stream TV
Dal 1999-2000 vengono introdotti i diritti soggettivi: non era più la Lega Calcio a trattare con i broadcaster, bensì le singole società calcistiche, che si riservavano di gestire autonomamente i diritti televisivi delle gare casalinghe. Il campionato di calcio diventava così teatro della concorrenza fra due piattaforme satellitari: a TELE+ Digitale si oppone Stream TV, del magnate australiano Rupert Murdoch. Per quattro stagioni, dal campionato 1999-2000 al campionato 2002-2003, il torneo è stato infatti visibile in parte su TELE+ e in parte su Stream. Per seguire anche solo la propria squadra del cuore, il tifoso doveva abbonarsi a entrambe le piattaforme, che oltretutto utilizzavano due decoder diversi (anche se negli anni successivi misero a disposizione degli abbonati il decoder unico, compatibile con i sistemi di codifica di entrambe le piattaforme). Nelle prime due stagioni TELE+ aveva un lieve vantaggio: 11 squadre ("capitanate" dalle tre grandi storiche Juventus, Milan e Inter) contro le 7 di Stream (capeggiate dalle quattro rivali Roma, Lazio, Fiorentina e Parma che, insieme alle altre tre, formavano le cosiddette "sette sorelle" del campionato). Nel campionato 2001-2002 il vantaggio si assottigliò: 10 squadre per TELE+ e 8 per Stream. Nel campionato 2002-2003 si registrò invece un pareggio, ovvero 9 squadre per ciascuna piattaforma. In quest'ultima stagione il sistema cominciò ad entrare in crisi, con molte società minori che tardarono a vendere i diritti all'una o all'altra emittente, dichiarandosi insoddisfatte delle offerte economiche, provocando addirittura lo slittamento dell'inizio dei campionati. Riguardo agli spareggi, essi erano ora compresi nei diritti televisivi dell'intero campionato (in relazione alle squadre interessate), in quanto ormai si giocavano sia nel girone di andata che in quello di ritorno.

#### 2003-2004: l'avvento di Sky e di Gioco Calcio

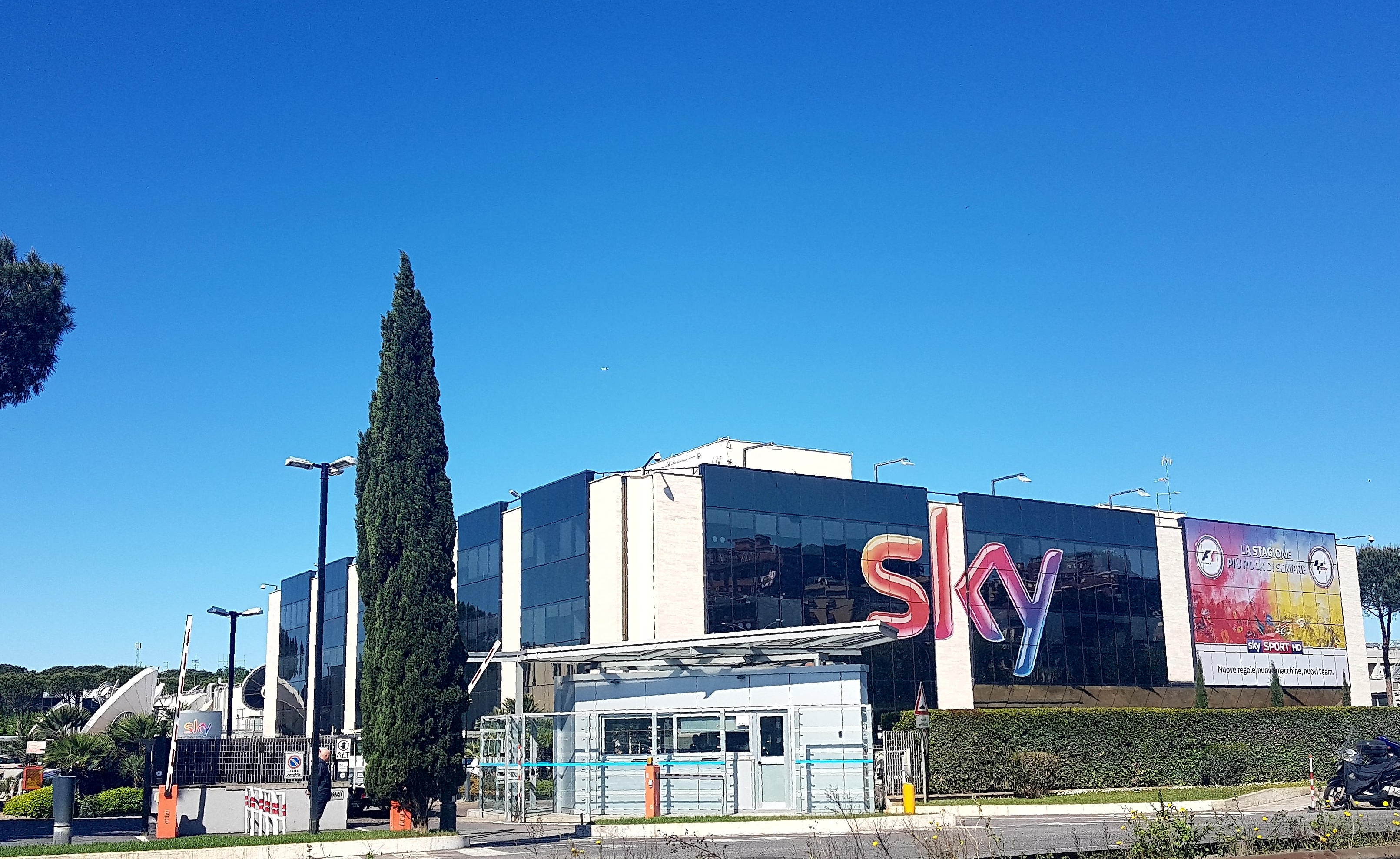
La sede romana di Sky Italia, storica detentrice dei diritti criptati delle partite del campionato di Serie A dal 2003.

La contesa dei diritti calcistici televisivi viene frenata nel 2003, con l'acquisizione da parte di News Corporation, proprietaria di Stream, di Telepiù. Entrambe le piattaforme confluiscono così in un'unica piattaforma, Sky Italia. L'effetto iniziale della nuova situazione di monopolio fu, però, quello di offerte ancora più basse per l'acquisizione dei diritti, soprattutto nei confronti delle società minori. Per contrastare ciò, alcune di queste società si consorziarono contribuendo alla creazione di Gioco Calcio, una nuova televisione gestita dalla stessa Lega Calcio. Tuttavia, l'illusione di fare concorrenza a Sky durò poco, a causa della debolezza economica del progetto: addirittura Gioco Calcio, per poter operare, affittò quattro canali dalla stessa Sky. Il campionato 2003-2004 inizia quindi con 11 società rimaste fedeli a Sky e le altre 7 che optano per la TV della Lega. Nel corso della stagione, però, queste rompono una dopo l'altra il contratto e passano a Sky, la quale chiude la stagione raggiungendo il prefissato obiettivo di copertura totale della Serie A. Gioco Calcio chiude i battenti nel giugno 2004, non senza lasciarsi alle spalle controversie giudiziarie.

#### 2004-2009: i diritti satellitari a Sky e quelli terrestri divisi tra Mediaset Premium e Cartapiù
Il campionato 2004-2005, ampliato con il passaggio da 18 a 20 squadre, inizia con qualche società tentennante e alcune gare restano quindi senza copertura televisiva, ma dopo poche giornate tutte trovano l'accordo con Sky, che riesce a stabilire il monopolio sui diritti televisivi della Serie A fino alla fine del girone d'andata, nel gennaio 2005. L'inizio del girone di ritorno vede il diffondersi della tecnologia di trasmissione digitale terrestre.
In Italia, la transizione del segnale televisivo da analogico a digitale iniziò già nel 1996 per le trasmissioni satellitari (su iniziativa di Telepiù) e si completò proprio nel 2005, quando il processo cominciò anche per le trasmissioni terrestri. Il 3 gennaio 2004, in coincidenza con il 50º anniversario della televisione italiana, nacque il digitale terrestre, che affiancò la TV analogica per poi sostituirla definitivamente a partire dal 2012.
Nel gennaio 2005 nascono due pay TV sul digitale terrestre: Mediaset Premium e LA7 Cartapiù. La situazione venutasi a creare nel mondo dei diritti televisivi del calcio italiano fu singolare: a causa degli obblighi da rispettare con l'Antitrust dopo la fusione tra TELE+ e Stream, i diritti acquisiti da Sky vennero resi validi solo per la trasmissione sul satellite, pertanto le varie società di calcio potevano rivendere i diritti delle stesse partite anche alle pay TV terrestri.
A partire dal girone di ritorno del campionato 2004-2005, dunque, Sky mantenne l'esclusiva di trasmissione di tutte le partite di Serie A via satellite, subendo la concorrenza via etere di Mediaset e LA7, che trasmettevano le stesse gare a costi molto più convenienti per gli utenti. Si iniziò quindi con 9 squadre su Mediaset Premium e 8 su Cartapiù, mentre le rimanenti tre non cedettero i diritti terrestri. Tuttavia, due di esse lo fecero a torneo in corso, portando a 10 le squadre sotto contratto con Cartapiù, mentre fino al termine della stagione restarono in 9 quelle di Premium; inoltre una sola società, non cedendo i diritti terrestri, lasciò la totale esclusiva delle gare in casa alla TV satellitare.
Nella stagione 2005-2006 Mediaset e LA7 arrivarono a coprire, in due, tutta la Serie A: 11 squadre a Premium e 9 a Cartapiù. Sky mantenne tuttavia l'esclusiva satellitare per l'intero campionato (a parte un paio di squadre nelle prime giornate) con il vantaggio dell'abbonamento unico: chi voleva seguire la Serie A attraverso il digitale terrestre doveva acquistare le tessere ricaricabili sia di Premium che di Cartapiù, seppur a un costo totale più conveniente a quello dell'abbonamento annuale a Sky.
A decorrere dalla stagione 2006-2007 le tre pay TV si accordarono per una spartizione razionale dei diritti: Mediaset e LA7 acquisirono i diritti esclusivi dalle varie società di Serie A, tenendo poi per sé i soli diritti terrestri e rivendendo a Sky quelli satellitari. In questo modo, Sky continuò ad assicurare la copertura di tutto il campionato sulla piattaforma satellitare, mentre sul digitale terrestre Mediaset Premium e Cartapiù si suddivisero più o meno equamente le squadre di Serie A: 10 squadre ciascuna nelle stagioni 2006-2007 e 2007-2008, 11 a Premium e 9 a Cartapiù nella stagione 2008-2009. Gli accordi prevedevano anche l'individuazione, da parte di entrambe le TV, di 5 o 6 squadre full: per ciascuna di queste squadre, l'emittente terrestre che ne aveva acquisito i diritti proponeva tutte le gare casalinghe e le trasferte contro le altre squadre delle quali aveva i diritti, mentre la concorrente era autorizzata a proporre anche le altre trasferte. Le squadre full, delle quali si potevano seguire tutte le gare stagionali su un unico operatore terrestre, erano 5 (su 10 totali) per ciascuna TV nella stagione 2006-2007, 6 per ciascuna nella stagione 2007-2008 e 6 per Premium (su 11 totali) e 5 per Cartapiù (su 9) nella stagione 2008-2009. Con questo sistema la maggior parte delle partite, per la prima volta, andarono in onda contemporaneamente su tre piattaforme diverse.

#### 2009-2011: i diritti satellitari a Sky e quelli terrestri divisi tra Mediaset Premium e Dahlia TV
Nel marzo del 2009 la pay-per-view Cartapiù chiuse i battenti per lasciare il posto a Dahlia TV, la quale ne proseguì le attività. Nell'ultima parte della stagione 2008-2009, sulla nuova piattaforma continuano ad andare in onda le partite di Serie A di 9 squadre, delle quali 5 full, mentre Mediaset Premium mantiene le rimanenti 11 squadre, delle quali 6 full. Nella stagione 2009-2010 Premium e Dahlia si spartirono equamente il massimo campionato: ciascuna delle due piattaforme terrestri offrì le partite di 10 squadre, delle quali 6 in modalità full.
A partire dalla stagione 2010-2011 tornò in vigore la vendita centralizzata dei diritti della Serie A, trattando non più con le singole società ma direttamente con la Lega Serie A, come avvenne fino al 1999. Per il telespettatore l'unica novità fu una diversa ripartizione degli incontri tra i due operatori terrestri: mentre su Sky continuava ad andare in onda tutto il campionato, Mediaset Premium trasmetteva le partite di 12 squadre (con diritto di prima scelta su 10 di esse) e Dahlia TV quelle delle rimanenti 8 (con diritto di seconda scelta per 3 di esse). La disparità sia nel numero di squadre (Mediaset arrivò così a proporre 324 incontri su un totale di 380) sia nel loro blasone avrebbe dovuto teoricamente essere compensata dal fatto che si consentiva a ciascuna delle due piattaforme di trasmettere tutte le gare delle squadre assegnate, senza più alcuna distinzione tra casa e trasferta: in pratica Dahlia pensò di voler diventare la TV delle squadre minori, decidendo di assicurare ampia visibilità televisiva a piazze meno importanti soprattutto a livello locale, avendo l'esclusiva terrestre degli scontri diretti fra queste squadre. Le cose però andarono diversamente e il forte calo degli abbonamenti provocò la messa in liquidazione di Dahlia TV e la conseguente cessazione di ogni attività il 25 febbraio 2011.

#### 2011-2018: i diritti satellitari a Sky e quelli terrestri a Mediaset Premium

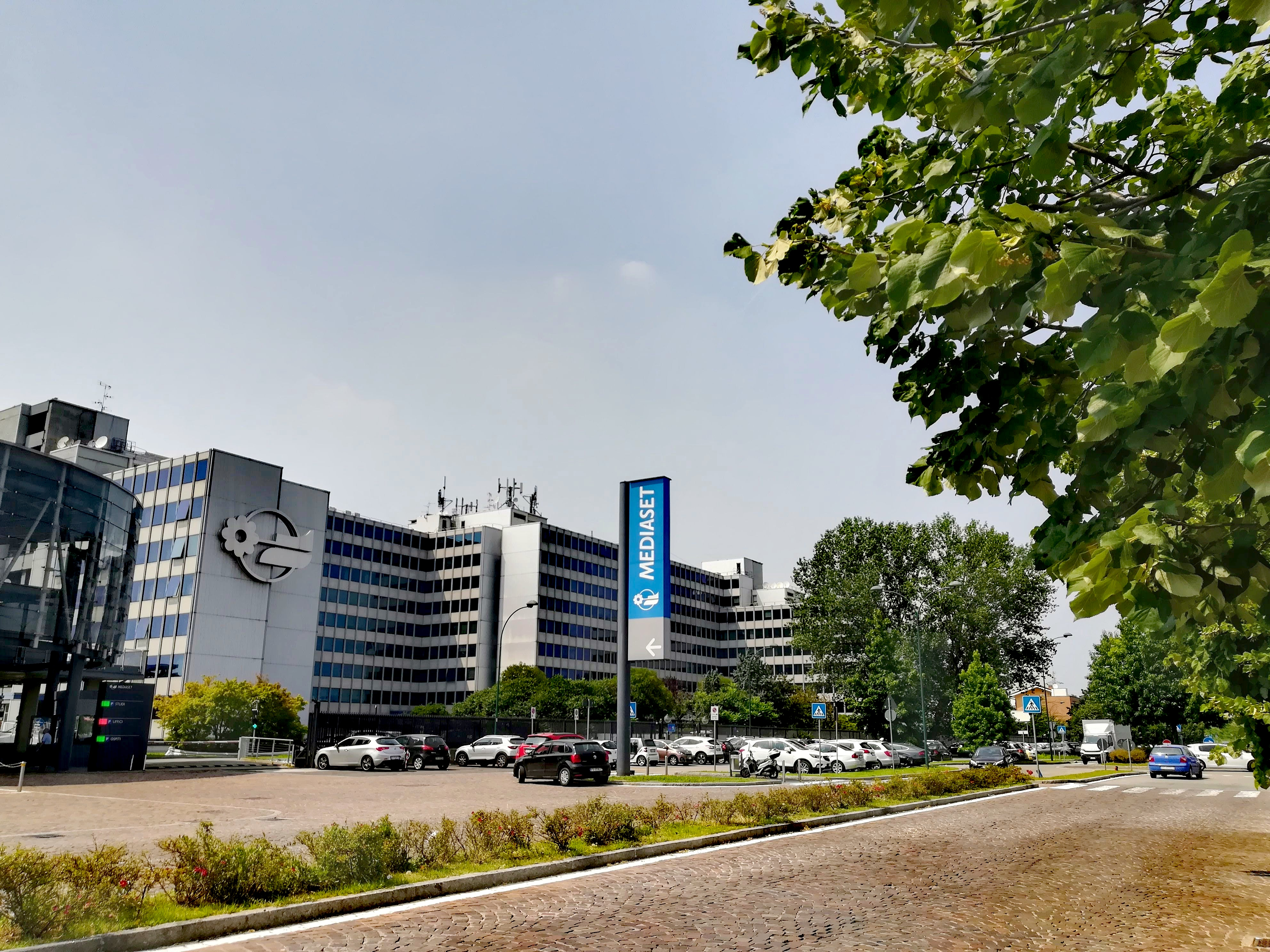
La sede di Mediaset, detentrice dei diritti criptati delle partite del campionato di Serie A dal 2005 al 2018.

Dopo la chiusura di Dahlia TV, a partire dalle ultime 12 giornate del campionato 2010-2011, rimasero solo due gli operatori televisivi a proporre la Serie A in diretta: Sky via satellite e Mediaset Premium via etere. Fino al 2015 sulla piattaforma satellitare andavano in onda tutte le partite, mentre su quella terrestre andavano in onda le gare coinvolgenti 12 squadre scelte a inizio stagione (coprendo comunque 324 incontri su un totale di 380). I 56 scontri diretti fra le rimanenti 8 squadre erano visibili in esclusiva assoluta su Sky.
Nel 2015 venne introdotta una diversa suddivisione dei diritti televisivi: Sky continuò a trasmettere l'intero torneo, con l'esclusiva delle immagini di 132 incontri (con annessi diritti accessori a produzione limitata), mentre su Premium andarono in onda in diretta tutte le partite di 8 squadre, per un totale di 248 incontri non in esclusiva ma con l'esclusiva dei diritti accessori (telecamere negli spogliatoi, interviste all'intervallo, doppio bordocampista a produzione limitata, conferenze stampa nel prepartita).

#### 2018-2029: i diritti a Sky e DAZN
Dopo il fallimento di due bandi con suddivisione delle partite per piattaforma e la rescissione del contratto con l'intermediario indipendente Mediapro, la Lega Serie A ha assegnato per la prima volta i diritti per prodotto a Sky (266 partite a stagione in diretta esclusiva) e a Perform (114 partite a stagione in diretta esclusiva), che così sbarca nel mercato italiano con il servizio di streaming DAZN. Più precisamente Sky, la cui proprietà nel frattempo è passata da 21st Century Fox a Comcast, ha acquistato la possibilità di trasmettere 7 partite a giornata (gli anticipi di sabato alle 15 e alle 18, due partite della domenica alle 15, i posticipi di domenica alle 18 e alle 20:30 e quello del lunedì alle 20:30) mentre DAZN le rimanenti 3 a giornata (gli anticipi di sabato alle 20:30 e domenica alle 12:30 e una partita della domenica alle 15). Va detto che, già da maggio 2018, Sky ha iniziato a operare anche sul digitale terrestre con alcuni suoi canali, in seguito ad un accordo con Mediaset Premium. Il 15 luglio 2018 Mediaset Premium ha siglato un accordo con il gruppo Perform per poter trasmettere sulla propria rete i canali della piattaforma DAZN, e di conseguenza anche le partite da essa offerte.
Il 20 settembre 2019, in seguito a un accordo commerciale tra Sky e DAZN, viene attivato il canale lineare DAZN 1, in cui vengono trasmesse in diretta le 3 partite di Serie A delle quali il gruppo editore detiene i diritti (coadiuvato, in occasione dei turni infrasettimanali, dal canale DAZN 1+ attivato all'occorrenza).
Il 26 marzo 2021 la Lega Serie A assegna nuovamente i diritti per prodotto a DAZN, che, a differenza del triennio precedente, deterrà i diritti per la trasmissione integrale del campionato di Serie A: la piattaforma trasmetterà in diretta esclusiva 7 partite per turno (gli anticipi del sabato alle 15 e alle 18, le partite della domenica alle 15 e i posticipi della domenica alle 18 e alle 20:45), compresi tutti i big match del campionato, mentre le rimanenti 3 (l'anticipo del sabato alle 20:45, della domenica alle 12:30 e il posticipo del lunedì/anticipo del venerdì alle 20.45) saranno trasmesse in co-esclusiva; queste ultime sono state assegnate a Sky il 14 maggio 2021.
Il 19 agosto 2021 Sky Italia e DAZN annunciano un accordo, grazie al quale vengono subceduti al provider satellitare, limitatamente agli abbonamenti Sky Business, i diritti per la trasmissione nei locali pubblici e nei bar delle restanti 266 partite stagionali di Serie A.
Il 23 ottobre 2023, dopo mesi di trattative private, vengono rinnovati gli accordi con Sky Italia e DAZN per la trasmissione delle successive 5 stagioni (fino alla stagione 2028-2029), per un totale di 900 milioni di euro. L'accordo prevede inoltre un aumento dei ricavi graduale per ogni stagione, oltre che la visione di 4 big match anche su Sky. La divisione delle partite è la medesima del triennio precedente, con tutte le partite (di cui 266 in esclusiva) trasmesse su DAZN e le restanti 114 partite trasmesse anche da Sky, con la partita trasmessa la domenica che non sarà più quella delle 12:30, bensì quella delle 18:00.
Il 26 ottobre 2023, DAZN acquista il pacchetto, abbandonato da Mediaset, per la trasmissione in chiaro di alcune partite di campionato: sulla base di un accordo con la Lega Serie A, l'emittente potrà trasmettere un massimo di 5 partite a stagione (non tutte le partite del sabato sera, come previsto nel pacchetto originale); inoltre, l'emittente ottiene il controllo completo della nuova radio TV della Serie A.

#### Canale della Lega
Durante le trattative con le emittenti televisive si sono spesso create delle tensioni tra società, federazioni e le stesse TV, dettate principalmente da questioni di natura economica: la Lega Serie A e numerosi club hanno infatti evidenziato come, a detta loro, il mix di contenuti sportivi e non, quali cinema e serie TV, oscuri il reale valore della Serie A come competizione, con dirette conseguenze sul valore dei diritti televisivi e, conseguentemente, ripercussioni sui ricavi delle singole società.
Centrale è da anni il tema della lotta alla pirateria: molti club hanno infatti criticato il sistema attualmente in uso per contrastare il fenomeno, e manifestato la volontà di creare un canale a pagamento gestito dalla Lega Serie A stessa su modello delle federazioni sportive americane, che puntano all'autogestione dei ricavi e alla creazione autonoma di offerte di vendita del prodotto.
Nel marzo del 2024, la Lega ha ufficialmente dichiarato l'intenzione di lanciare la propria piattaforma in abbonamento, denominata Serie A+: a causa degli accordi in vigore con DAZN e Sky, la piattaforma offrirà l'accesso solamente agli highlights e alle interviste a bordo campo delle singole partite, oltre che a giochi, eventi e altri contenuti. La Lega ha inoltre manifestato l'intenzione di trasmettere gli incontri del campionato di Serie A, Coppa Italia, Supercoppa Italiana, Campionato Primavera 1 e Serie A femminile sulla piattaforma una volta cessati gli attuali accordi con i broadcaster.
Il lancio della piattaforma sarebbe dovuto avvenire in data 1º agosto 2024, ma attualmente non ci sono iniziative.
| Stagione  | Diritti criptati | Diritti in chiaro                    |
| --------- | --- | ------------------------------------ |
| 1993-1994 | TELE+ (28 posticipi) | Rai                                  |
| 1994-1995 | TELE+ (28 posticipi) | Rai                                  |
| 1995-1996 | TELE+ (28 posticipi) | Rai                                  |
| 1996-1997 | TELE+/TELE+ Digitale | Rai                                  |
| 1997-1998 | TELE+/TELE+ Digitale | Rai Telemontecarlo                   |
| 1998-1999 | TELE+/TELE+ Digitale | Rai Telemontecarlo                   |
| 1999-2000 | TELE+/TELE+ Digitale (gare casalinghe di 11 squadre) Stream TV (gare casalinghe di 7 squadre) | Rai                                  |
| 2000-2001 | TELE+/TELE+ Digitale (gare casalinghe di 11 squadre) Stream TV (gare casalinghe di 7 squadre) | Rai                                  |
| 2001-2002 | TELE+/TELE+ Digitale (gare casalinghe di 10 squadre) Stream TV (gare casalinghe di 8 squadre) | Rai                                  |
| 2002-2003 | TELE+/TELE+ Digitale (gare casalinghe di 9 squadre) Stream TV (gare casalinghe di 9 squadre) | Rai                                  |
| 2003-2004 | Sky (gare casalinghe di 11 squadre, poi aumentate a 18) Gioco Calcio (gare casalinghe di 7 squadre) | Rai                                  |
| 2004-2005 | Sky (satellite) Mediaset Premium (digitale terrestre; gare casalinghe di 8 squadre nel girone di ritorno, poi aumentate a 10) Cartapiù (digitale terrestre; gare casalinghe di 9 squadre nel girone di ritorno) | Rai                                  |
| 2005-2006 | Sky (satellite) Mediaset Premium (digitale terrestre; gare casalinghe di 11 squadre) Cartapiù (digitale terrestre, gare casalinghe di 9 squadre)                                                                | Mediaset                             |
| 2006-2007 | Sky (satellite) Mediaset Premium (digitale terrestre; tutte le gare di 5 squadre e gare casalinghe di altre 5) Cartapiù (digitale terrestre, tutte le gare di 5 squadre e gare casalinghe di altre 5)           | Mediaset                             |
| 2007-2008 | Sky (satellite) Mediaset Premium (digitale terrestre; tutte le gare di 6 squadre e gare casalinghe di altre 4) Cartapiù (digitale terrestre, tutte le gare di 6 squadre e gare casalinghe di altre 4)           | Mediaset                             |
| 2008-2009 | Sky (satellite) Mediaset Premium (digitale terrestre; tutte le gare di 6 squadre e gare casalinghe di altre 5) Cartapiù/Dahlia TV (digitale terrestre, tutte le gare di 5 squadre e gare casalinghe di altre 4) | Rai                                  |
| 2009-2010 | Sky (satellite) Mediaset Premium (digitale terrestre; tutte le gare di 6 squadre e gare casalinghe di altre 4) Dahlia TV (digitale terrestre, tutte le gare di 6 squadre e gare casalinghe di altre 4)          | Rai                                  |
| 2010-2011 | Sky (satellite) Mediaset Premium (digitale terrestre; gare di 12 squadre) Dahlia TV (digitale terrestre; gare di 8 squadre nelle prime 26 giornate)                                                             | Rai                                  |
| 2011-2012 | Sky (satellite e streaming) Mediaset Premium (digitale terrestre e streaming; gare di 12 squadre) | Rai                                  |
| 2012-2013 | Sky (satellite e streaming) Mediaset Premium (digitale terrestre e streaming; gare di 12 squadre) | Cielo Rai                            |
| 2013-2014 | Sky (satellite e streaming) Mediaset Premium (digitale terrestre e streaming; gare di 12 squadre) | Cielo Rai                            |
| 2014-2015 | Sky (satellite e streaming) Mediaset Premium (digitale terrestre e streaming; gare di 12 squadre) | Cielo Rai                            |
| 2015-2016 | Sky (satellite e streaming) Mediaset Premium (digitale terrestre e streaming; gare di 8 squadre) | Rai                                  |
| 2016-2017 | Sky (satellite e streaming) Mediaset Premium (digitale terrestre e streaming; gare di 8 squadre) | Rai                                  |
| 2017-2018 | Sky (satellite e streaming) Mediaset Premium (digitale terrestre e streaming; gare di 8 squadre) | Rai                                  |
| 2018-2019 | Sky (266 partite) DAZN (114 partite) | Mediaset Rai OneFootball             |
| 2019-2020 | Sky (266 partite) DAZN (114 partite) | Mediaset Rai OneFootball             |
| 2020-2021 | Sky (266 partite) DAZN (114 partite) | Mediaset Rai OneFootball             |
| 2021-2022 | DAZN (tutte le partite) Sky (114/380 partite in co-esclusiva) | Mediaset Rai OneFootball             |
| 2022-2023 | DAZN (tutte le partite) Sky (114/380 partite in co-esclusiva) | Mediaset Rai OneFootball             |
| 2023-2024 | DAZN (tutte le partite) Sky (114/380 partite in co-esclusiva) | Mediaset Rai OneFootball             |
| 2024-2025 | DAZN (tutte le partite) Sky (114/380 partite in co-esclusiva) | DAZN (5 gare in chiaro) Mediaset Rai |
| 2025-2026 | DAZN (tutte le partite) Sky (114/380 partite in co-esclusiva) | DAZN (5 gare in chiaro) Mediaset Rai |
| 2026-2027 | DAZN (tutte le partite) Sky (114/380 partite in co-esclusiva) | DAZN (5 gare in chiaro) Mediaset Rai |
| 2027-2028 | DAZN (tutte le partite) Sky (114/380 partite in co-esclusiva) | DAZN (5 gare in chiaro) Mediaset Rai |
| 2028-2029 | DAZN (tutte le partite) Sky (114/380 partite in co-esclusiva) | DAZN (5 gare in chiaro) Mediaset Rai |

### Serie B
| Stagione  | Diritti criptati | Diritti in chiaro |
| --------- | --- | --- |
| 1993-1994 | TELE+ (32 anticipi) | Rai |
| 1994-1995 | TELE+ (32 anticipi) | Rai |
| 1995-1996 | TELE+ (32 anticipi) | Rai |
| 1996-1997 | TELE+/TELE+ Digitale | Rai |
| 1997-1998 | TELE+/TELE+ Digitale | Rai |
| 1998-1999 | TELE+/TELE+ Digitale | Rai |
| 1999-2000 | TELE+/TELE+ Digitale Stream TV | Rai |
| 2000-2001 | TELE+/TELE+ Digitale Stream TV | Rai |
| 2001-2002 | TELE+/TELE+ Digitale Stream TV | Rai |
| 2002-2003 | TELE+/TELE+ Digitale (gare casalinghe di 5 squadre) Stream TV (gare casalinghe di 15 squadre)                                                                                                   | Rai |
| 2003-2004 | Sky (gare casalinghe di 18 squadre) Gioco Calcio (gare casalinghe di 6 squadre) | Rai |
| 2004-2005 | Sky | Rai |
| 2005-2006 | ― | Sportitalia (anticipi, posticipi, play-off e play-out) Rai (selezione tra tutte le rimanenti partite, sia in diretta che in differita) |
| 2006-2007 | Sky (satellite) Mediaset Premium (digitale terrestre; partite di Juventus, Napoli e Genoa) | Sportitalia (alcune gare in diretta nelle prime giornate) Rai                                                                          |
| 2007-2008 | Sky (satellite; pay-per-view) ContoTV (digitale terrestre; pay-per-view) | Rai Sportitalia alcune emittenti locali                                                                                                |
| 2008-2009 | Sky (satellite) Cartapiù/Dahlia TV (digitale terrestre) | Rai Sportitalia |
| 2009-2010 | Sky (satellite) Dahlia TV (digitale terrestre) | Rai Sportitalia |
| 2010-2011 | Sky (satellite) Dahlia TV (digitale terrestre; fino alla 27ª giornata) Mediaset Premium (digitale terrestre; dalla 34ª giornata in poi, compresi un recupero della 30ª, play-off e play-out)    | Rai Sportitalia |
| 2011-2012 | Sky (satellite e streaming) Mediaset Premium (digitale terrestre e streaming; dalla 4ª giornata in poi compresi play-off e play-out)                                                            | Rai Sportitalia |
| 2012-2013 | Sky (satellite e streaming) Mediaset Premium (digitale terrestre e streaming; anticipi, posticipi e play-off) Serie B TV (digitale terrestre, dalla 9ª giornata in poi delle rimanenti partite) | Rai Sportitalia |
| 2013-2014 | Sky (satellite e streaming) Mediaset Premium (digitale terrestre e streaming; anticipi, posticipi, play-off e play-out)                                                                         | Rai Sportitalia LT Multimedia |
| 2014-2015 | Sky (satellite e streaming) Mediaset Premium (digitale terrestre e streaming; anticipi, posticipi, play-off e play-out)                                                                         | Rai |
| 2015-2016 | Sky | Rai |
| 2016-2017 | Sky | Rai |
| 2017-2018 | Sky | Rai |
| 2018-2019 | DAZN | Rai (anticipo del venerdì sera e finale di andata e ritorno dei play-off)                                                              |
| 2019-2020 | DAZN | Rai (anticipo del venerdì sera e finale di andata e ritorno dei play-off)                                                              |
| 2020-2021 | DAZN | Rai (anticipo del venerdì sera e finale di andata e ritorno dei play-off)                                                              |
| 2021-2022 | Sky DAZN (streaming) HelbizLive (streaming) | OneFootball |
| 2022-2023 | Sky DAZN (streaming) HelbizLive (streaming) | OneFootball |
| 2023-2024 | Sky DAZN (streaming) | OneFootball |
| 2024-2025 | DAZN La B Channel (streaming) | DAZN (una partita per giornata) |
| 2025-2026 | DAZN La B Channel (streaming) | DAZN (una partita per giornata) |
| 2026-2027 | DAZN La B Channel (streaming) | DAZN (una partita per giornata) |

### Serie C
| Stagione  | Diritti criptati                                                                            | Diritti in chiaro                                        |
| --------- | ------------------------------------------------------------------------------------------- | -------------------------------------------------------- |
| 2014-2015 | ―                                                                                           | Sportube                                                 |
| 2015-2016 | ―                                                                                           | Sportube                                                 |
| 2016-2017 | Sportube (pay-per-view)                                                                     | ―                                                        |
| 2017-2018 | Eleven Sports (tutte le partite) DAZN (co-esclusiva) OneFootball (5 partite per ogni turno) | Emittenti locali Rai e Sportitalia (una partita a testa) |
| 2018-2019 | Eleven Sports (tutte le partite) DAZN (co-esclusiva) OneFootball (5 partite per ogni turno) | Emittenti locali Rai e Sportitalia (una partita a testa) |
| 2019-2020 | Eleven Sports (tutte le partite) DAZN (co-esclusiva) OneFootball (5 partite per ogni turno) | Emittenti locali Rai e Sportitalia (una partita a testa) |
| 2020-2021 | Eleven Sports (tutte le partite) DAZN (co-esclusiva) OneFootball (5 partite per ogni turno) | Emittenti locali Rai e Sportitalia (una partita a testa) |
| 2021-2022 | Eleven Sports (tutte le partite) DAZN (co-esclusiva) OneFootball (5 partite per ogni turno) | Emittenti locali Rai e Sportitalia (una partita a testa) |
| 2022-2023 | Eleven Sports (tutte le partite) DAZN (co-esclusiva) OneFootball (5 partite per ogni turno) | Emittenti locali Rai e Sportitalia (una partita a testa) |
| 2023-2024 | Sky (tutte le partite)                                                                      | Rai (48 partite in co-esclusiva, play-off e play-out)    |
| 2024-2025 | Sky (tutte le partite)                                                                      | Rai (48 partite in co-esclusiva, play-off e play-out)    |
| 2025-2026 | Sky (tutte le partite)                                                                      | Rai (48 partite in co-esclusiva, play-off e play-out)    |
| 2026-2027 | Sky (tutte le partite)                                                                      | Rai (48 partite in co-esclusiva, play-off e play-out)    |
| 2027-2028 | Sky (tutte le partite)                                                                      | Rai (48 partite in co-esclusiva, play-off e play-out)    |

### Serie D e minori
A differenza delle serie superiori, la Serie D non possiede un sistema ufficiale di vendita dei diritti televisivi: le TV interessate alla trasmissione degli incontri possono fare domanda per ottenere l'autorizzazione a trasmettere la partita.
Le serie regionali e provinciali seguono uno schema simile a quello della Serie D, ma potrebbero essere più flessibili ad autorizzare le partite in diretta su canali regionali e/o provinciali.

### Highlights dei campionati italiani di Serie A e Serie B

#### 1970-1997: il monopolio della Rai da90º minutoaQuelli che... il calcio
Gli highlights delle partite del campionato di calcio italiano, ovvero i gol e le altre immagini salienti, sono state storicamente un'esclusiva della Rai. Il servizio pubblico poteva mostrare le immagini la domenica pomeriggio, dopo la conclusione delle gare, nel programma 90º minuto, condotto da Paolo Valenti, su Rai 1. Alla fine della trasmissione, Rai 2 proponeva la sintesi di una partita di Serie A (in origine, già dal 1960 sul Programma Nazionale, la telecronaca registrata integrale di uno dei due tempi di gioco). Nel 1993 su Rai 3 debutta Quelli che il calcio, condotto da Fabio Fazio, un contenitore pomeridiano non solo calcistico nel quale erano presenti collegamenti in diretta con gli stadi durante le gare, senza mai inquadrare il campo durante le azioni di gioco; il programma sarebbe passato cinque anni più tardi su Rai Due. Nel 1995, su quest'ultima rete ha debuttato Stadio Sprint che, a partite terminate e in attesa di 90º minuto, proponeva interviste e commenti a caldo in diretta dai campi. Nella stagione 1996-1997 la sintesi di una gara andava in onda poco dopo la mezzanotte, con la possibilità di proporre in sintesi anche il posticipo serale (già introdotto tre anni prima).

#### 1997-1999: Telemontecarlo contrasta il monopolio della Rai sul calcio in chiaro
Dal 1997 al 1999 la Rai, pur mantenendo l'esclusiva dei diritti in chiaro nella fascia oraria fino alle 19:00 della domenica, la perde nella fascia oraria successiva, per un'ora, dove le subentrava Telemontecarlo con la trasmissione Goleada. La storica TV monegasca in lingua italiana, all'epoca gestita da Vittorio Cecchi Gori, in realtà strappò alla TV pubblica tutto il pacchetto dei diritti in chiaro già l'anno precedente, offrendo alla Lega Calcio 615 miliardi di lire in tre anni. Tuttavia, il produttore cinematografico fiorentino, a causa di difficoltà finanziarie, fu costretto prima a rinunciare ai diritti e poi a rinegoziarli dopo una polemica con Letizia Moratti, all'epoca presidente della Rai,, accontentandosi così di un ruolo di secondo piano; i diritti passarono quindi alla Rai al prezzo perdente all'asta: 185, 193,4 e 202 miliardi di lire nei tre anni considerati. A Telemontecarlo passa, inoltre, il diritto di trasmettere poco dopo la mezzanotte la sintesi di una partita di Serie A su TMC 2. La Rai tuttavia ha mantenuto tutte le altre esclusive.

#### 1999-2005: il ritorno del monopolio della Rai e la scomparsa della storicasintesi
Nel 1999 i diritti del calcio in chiaro tornano interamente alla Rai, che li avrebbe mantenuti fino al 2005. Il nuovo contratto garantiva l'esclusiva degli highlights la domenica alle 18:00, per un paio di ore, e la possibilità di collegamenti in diretta con i campi anche durante lo svolgimento delle gare, pur senza ovviamente inquadrare le fasi di gioco e limitandosi alle inquadrature degli spalti, delle panchine o dei momenti di gioco fermo. La Rai continuò a utilizzare questa possibilità anche all'interno di Quelli che...il calcio, dal 2001 condotto da Simona Ventura. Dopo quasi quarant'anni, inoltre, è sparita la sintesi di un incontro del massimo campionato.

#### 2005-2008: il calcio in chiaro passa a Mediaset
Nel 2005 la Rai perde per la prima volta i diritti del calcio in chiaro, acquistati da Mediaset per 61,5 milioni di euro. Il servizio pubblico dovette accontentarsi dei diritti in chiaro della sola Serie B, proponendo una nuova edizione di 90º minuto al sabato pomeriggio su Rai 3 (ulteriori diritti in chiaro del torneo cadetto per la fascia serale vennero assegnati a Sportitalia) e de La Domenica Sportiva. A fare da contrasto, considerata la situazione venutasi a creare, Mediaset propose nella domenica pomeriggio le trasmissioni Serie A - Il grande calcio, in onda nella stagione 2005-2006 su Canale 5, Controcampo - Ultimo minuto e Controcampo - Diritto di replica, entrambi in onda nelle altre due stagioni su Italia 1. Questi due programmi erano preceduti, sempre su Italia 1, da Domenica Stadio, una sorta di concorrente del programma Rai Stadio Sprint. I collegamenti in diretta dai campi andavano in onda all'interno di Buona Domenica su Canale 5, mentre nella stagione 2006-2007 su Italia 1 andavano in onda all'interno di Guida al campionato - Direttissima. Tuttavia la sfida degli ascolti della domenica pomeriggio veniva puntualmente vinta dalla trasmissione di Simona Ventura, che dal 2006 cominciò a chiamarsi Quelli che il calcio e...: seppur privo dei collegamenti in diretta con i campi, continuò ad avere un grande seguito. Pure le trasmissioni con gli highlights delle gare non riuscirono a replicare gli ascolti della concorrenza. Sostanzialmente, l'acquisto dei diritti si rivelò per Mediaset un flop su tutta la linea: Paolo Bonolis, ad esempio, fu costretto a lasciare il timone della neonata trasmissione Serie A - Il grande calcio ad Enrico Mentana già in autunno, dopo diverse polemiche con la redazione di Sport Mediaset e dopo i bassi ascolti registrati sin dall'esordio.

#### 2008-2012: il calcio in chiaro torna alla Rai
Nel 2008, dopo un'estenuante trattativa con la Lega Calcio andata avanti fino a poche ore prima dell'inizio dei campionati, la Rai riacquista i diritti in chiaro della Serie A. Su Rai 2, quindi, torna Stadio Sprint e fa il suo debutto 90º minuto - Serie A, mentre rimane su Rai 3, il sabato, 90º minuto - Serie B. Confermato anche il varietà Quelli che il calcio e..., che avrebbe ripreso nuovamente i consueti collegamenti dai campi e che nel 2011 avrebbe cambiato di nuovo il titolo in Quelli che il calcio, con il passaggio della conduzione da Simona Ventura a Victoria Cabello. Nel 2010 la Rai ha arricchito la propria programmazione dedicata alla Serie A con la messa in onda, alle 14:00 su Rai Sport 1, di un approfondimento di un'ora denominato Primo Stadio, dedicato ai pre-partita degli incontri delle ore 15 e ai post-partita del lunch match delle 12:30, senza però poterne trasmettere gli highlights. In questa stagione viene avviata, sia su Rai Sport 1 che su Rai Sport 2, anche la trasmissione in chiaro integrale di repliche delle gare di Serie A, anche se a distanza di almeno 8 giorni dal loro svolgimento. Sportitalia conferma i diritti in chiaro della Serie B relativi alla fascia serale.

#### 2012-2015: i diritti in chiaro divisi tra la Rai e Cielo
Nel 2012 furono due le TV a contendersi i diritti in chiaro della Serie A: alla Rai si affiancò Cielo, il primo canale digitale terrestre in chiaro di Sky Italia, nato sul finire del 2009.
Cielo ottenne l'esclusiva per le immagini correlate durante le gare e per gli highlights in anteprima (tra le 18:00 e le 18:15 per le gare pomeridiane, tra le 22:50 e le 23:05 per quelle serali). Nella stagione 2012-2013 questi diritti furono utilizzati nel programma Cielo che gol!, condotto da Simona Ventura e Alessandro Bonan. La trasmissione, pensata inizialmente per occupare tutta la domenica pomeriggio in concorrenza con la programmazione calcistica di Rai 2 (in particolare con Quelli che, programma condotto dalla stessa Ventura fino a un anno prima), viene ridimensionata a causa dei bassi ascolti, in particolare con la rinuncia ai collegamenti in diretta durante le gare. Nelle due stagioni successive, infatti, la trasmissione è stata sostituita da un nuovo programma chiamato Stop & gol.
La Rai, pur perdendo per la seconda volta la possibilità dei collegamenti in diretta con gli stadi, conferma Quelli che il calcio su Rai 2. Nella stagione 2012-2013 la trasmissione, intitolata Quelli che, è condotta ancora una volta da Victoria Cabello, mentre dalla stagione successiva si torna al vecchio nome e passa in mano a Nicola Savino. Rai Sport in questi tre anni cancella solo il segmento Primo Stadio su Rai Sport 1, mantenendo tutti gli altri appuntamenti: lo spazio interviste post gara di Stadio Sprint e gli highlights delle gare pomeridiane dopo le 18:15 all'interno di 90º minuto, oltre a quelli delle gare serali dopo le 23:05 (in programmi come Sabato Sprint e Domenica Sportiva). Per la prima volta (a parte il triennio 2005-2008 in cui aveva perso del tutto i diritti), la Rai poteva mostrare solo per seconda gli highlights, anche se in forma più approfondita rispetto alle brevi sintesi di Cielo. Vengono confermate anche, sui canali tematici, le repliche integrali delle partite a distanza di almeno una settimana dalla loro disputa.
Anche gli highlights della Serie B restano alla Rai. L'unica vera novità del palinsesto fu il trasferimento di 90º minuto - Serie B su Rai 2 (nella stagione 2012-2013 questa trasmissione partì dalla quarta giornata a causa della tardiva acquisizione dei diritti). Così il servizio pubblico decide di concentrare sul secondo canale tutti i suoi programmi calcistici principali. Fino all'undicesima giornata della Serie B 2013-2014 anche Sportitalia continua ad esercitare i diritti relativi alla fascia oraria serale. Dopo la chiusura del canale, avvenuta alla fine di ottobre 2013, gli highlights serali del torneo cadetto passano, dalla quattordicesima alla venticinquesima giornata, al nuovo canale Sport Uno del gruppo LT Multimedia. Dopo la chiusura anche di questo canale, nel febbraio 2014, alla Rai resta l'esclusiva assoluta dei diritti in chiaro della Serie B.

#### 2015-2018: torna il monopolio della Rai
Dal 2015 tutti i diritti in chiaro sia della Serie A che della Serie B tornano alla sola Rai. All'interno di Quelli che il calcio tornano i collegamenti con gli stadi, mentre gli highlights sono proposti in esclusiva dalle 18 per le gare pomeridiane e dalle 22:50 per quelle serali. Nel palinsesto viene introdotta la novità di un'unica trasmissione alla domenica pomeriggio, 90º minuto, che assorbiva di fatto lo spazio delle interviste occupato in precedenza da Stadio Sprint.

#### 2018-2025: il calcio in chiaro sulla Rai e su Mediaset
Nel 2018 gli highlights della Serie A tornano ad essere trasmessi anche sulle reti Mediaset, in seconda serata dopo le 22:00. Tornano nei palinsesti alcuni programmi storici come Pressing, in onda la domenica sera su Italia 1 in seconda serata (in precedenza era stato trasmesso da Canale 5 e Rete 4), e il confermato Tiki Taka - Il calcio è il nostro gioco, il lunedì sempre in seconda serata su Italia 1. Anche sulla Rai, all'interno di 90º minuto e La Domenica Sportiva, venivano mostrati gli highlights di alcune partite.
Nel 2021 i diritti per trasmettere in chiaro gli highlights delle partite di Serie A vengono acquistati da Rai, Mediaset e OneFootball: alla prima viene assegnato il pacchetto TV Nazionale B, che prevede la messa in onda delle immagini salienti a partire dalle 18:30 di ogni domenica di campionato, all'interno di 90º minuto e La Domenica Sportiva, mentre alla seconda viene assegnato il pacchetto TV Nazionale C, che prevede la messa in onda delle immagini salienti a partire dalle 22:00 di ogni domenica di campionato, all'interno di Pressing - Prima serata. OneFootball, insieme alle altre due emittenti, ha acquistato i diritti di trasmissione digitale degli highlights di tutte le 380 partite della Serie A. Dal 2024, gli highlights verranno trasmessi nuovamente da Rai (con un ricollocamento di 90º minuto al sabato sera e al lunedì sera, lasciando invariata La Domenica Sportiva) e Mediaset.

### Coppa Italia
Fino al 1990 la Coppa Italia era quasi completamente ignorata dalle televisioni: la copertura si limitava agli highlights nei vari notiziari e alla trasmissione in diretta delle sole partite di finale da parte della Rai. Un'eccezione fu la stagione 1983-1984, che andò in onda integralmente su Rete 4, all'epoca di proprietà di Mondadori, che l'avrebbe ceduta a Fininvest nell'estate del 1984.

#### 1990-1993: gli anticipi e i posticipi sulle reti Fininvest
Nel 1990 la Lega Calcio stringe un accordo triennale con Fininvest (proprietaria di Canale 5, Italia 1 e Rete 4) per la trasmissione gratuita di alcuni incontri di Coppa Italia, appositamente anticipati o posticipati di un giorno rispetto al normale calendario. L'esperimento precedette di tre anni gli anticipi e i posticipi televisivi dei campionati di Serie A e Serie B. In ciascuna delle tre stagioni potevano andare in onda 14 gare, suddivise fra i vari turni e prescelte attraverso un rigido schema legato alla classifica del Campionato di Serie A della precedente stagione. Ad eccezione del turno preliminare della stagione 1992-1993, tutti i turni si svolsero con gare di andata e ritorno.
- Turno preliminare (nella stagione 1992-1993 in gara unica): gare della 14ª classificata (nelle prime 2 stagioni all'andata) e della 13ª classificata (nelle prime 2 stagioni al ritorno);
- Sedicesimi di finale: gara di andata della 10ª classificata e gara di ritorno della 9ª classificata;
- Ottavi di finale: gara di andata tra 8ª e 9ª classificata e gara di ritorno tra 7ª e 10ª classificata, oppure delle società che ne avevano preso il posto eliminandole nel turno precedente;
- Quarti di finale: gara di andata tra 6ª e 3ª, gara di ritorno tra 5ª e 4ª, oppure delle società che ne avevano preso il posto eliminandole nei due turni precedenti;
- Semifinali: entrambe le gare sia all'andata che al ritorno;
- Finale: sia l'andata che il ritorno.

Fino al turno preliminare della stagione 1991-1992, queste gare andavano in onda in leggera differita (dai 15 ai 30 minuti) per le norme che impedivano all'epoca le dirette vere e proprie su reti private nazionali.

#### 1993-1997: il ritorno alla Rai e l'aumento delle gare in onda
Nel 1993 i diritti della Coppa Italia tornano alla Rai, che li avrebbe mantenuti in esclusiva fino al 1997. Il nuovo pacchetto era composto da 15 gare all'anno: una in più rispetto al passato e inoltre i criteri di scelta, sempre basati sulla classifica del precedente campionato di massima serie, prevedevano partite con squadre di livello superiore. In queste stagioni gli ultimi tre turni si svolsero sempre con gare di andata e ritorno.
- Turno preliminare (in gara unica): gara della 13ª classificata;
- Sedicesimi di finale (dal 1995 in gara unica): gare dell'8ª classificata (all'andata nelle prime 2 stagioni) e della 7ª classificata (al ritorno nelle prime 2 stagioni);
- Ottavi di finale (dal 1995 in gara unica): gara tra 6ª e 11ª (all'andata nelle prime 2 stagioni) e tra 5ª e 12ª (al ritorno nelle prime 2 stagioni), oppure delle formazioni che ne avevano preso il posto eliminandole nel turno precedente;
- Quarti di finale: due gare all'andata e le altre due al ritorno;
- Semifinali: entrambe le gare sia all'andata che al ritorno;
- Finale: sia l'andata che il ritorno.

#### 1997-1999: i diritti divisi tra Rai, Mediaset e Telemontecarlo
Tra il 1997 e il 1999 la Coppa Italia era suddivisa fra tre operatori televisivi, sempre in chiaro: Rai, Mediaset (al ritorno dopo quattro anni) e Telemontecarlo (per la prima volta). La coppa torna a giocarsi interamente con gare di andata e ritorno e le partite in onda salgono a 26 per la stagione 1997-1998 e a 28 per quella successiva, dove si rese necessario anche uno spareggio fra le semifinaliste sconfitte. La scelta degli incontri da trasmettere era affidata alle emittenti, senza più vincoli legati alle classifiche dei campionati ma col solo obbligo, nei primi tre turni, di non proporre, al ritorno, le stesse sfide già trasmesse all'andata.
- Turno preliminare: due partite all'andata e altre due al ritorno (in entrambi i casi una sulla Rai e una su Telemontecarlo);
- Sedicesimi di finale: due partite all'andata e altre due al ritorno (in entrambi i casi una sulla Rai e una su Telemontecarlo);
- Ottavi di finale: due partite all'andata e altre due al ritorno (in entrambi i casi una sulla Rai e una su Telemontecarlo);
- Quarti di finale: tutte le partite sia all'andata che al ritorno (in entrambi i casi due sulla Rai e due sulle reti Mediaset, in modo che ogni sfida venisse trasmessa su entrambi i gruppi televisivi);
- Semifinali: entrambe le partite sia all'andata che al ritorno (in entrambi i casi una sulla Rai e una su Mediaset, in modo che ogni sfida venisse trasmessa su entrambi i gruppi televisivi);
- Finale: sia l'andata che il ritorno (andata alla Rai e ritorno a Mediaset nella stagione 1997-1998 e viceversa in quella successiva).
- Spareggio per il 3º posto (nella sola stagione 1998-1999): sia l'andata che il ritorno (andata alla Rai e ritorno a Mediaset).

#### 1999-2001: le partite in chiaro sulla Rai e quelle a pagamento su Stream e TELE+
Dal 1999 al 2001 fecero capolino nella Coppa Italia anche le televisioni a pagamento, consentendo per la prima volta una copertura completa anche dei sedicesimi e degli ottavi di finale.
Nella stagione 1999-2000 sulla Rai vanno in onda in chiaro, oltre ad alcune gare della nuova fase eliminatoria a gironi, 16 partite della fase ad eliminazione diretta, mentre le altre 30 erano visibili a pagamento su Stream TV.
- Eliminatorie (andata e ritorno): alcune gare trasmesse occasionalmente dalla Rai, anche a livello locale;
- Secondo turno: sia all'andata che al ritorno, due partite sulla Rai e le altre sei su Stream (le sfide in chiaro erano diverse tra andata e ritorno);
- Ottavi di finale: sia all'andata che al ritorno, due partite sulla Rai e le altre sei su Stream (le sfide in chiaro erano diverse tra andata e ritorno);
- Quarti di finale: sia all'andata che al ritorno, due partite sulla Rai e le altre due su Stream (ogni sfida ebbe un passaggio televisivo in chiaro e uno criptato);
- Semifinali: sia all'andata che al ritorno, una partita sulla Rai e l'altra su Stream (ogni sfida ebbe un passaggio televisivo in chiaro e uno criptato);
- Finale: trasmessa dalla Rai sia all'andata che al ritorno.

Nella stagione 2000-2001 aumentano gli incontri visibili gratuitamente sulla Rai, mentre le restanti poche partite vengono trasmesse a pagamento da TELE+.
- Eliminatorie (gare di sola andata): alcune gare in onda occasionalmente sulla Rai, anche a livello locale;
- Secondo turno: all'andata tre partite sulla Rai e le altre cinque su TELE+, al ritorno quattro sulla Rai e le altre quattro su TELE+;
- Ottavi di finale: all'andata cinque partite sulla Rai e le altre tre su TELE+, al ritorno quattro sulla Rai e le altre quattro su TELE+;
- Quarti di finale: sia all'andata che al ritorno, tre partite sulla Rai e una su TELE+;
- Semifinali: tutte le partite sulla Rai sia all'andata che al ritorno;
- Finale: sulla Rai sia all'andata che al ritorno.

#### 2001-2002: l'inizio su LA7 e il gran finale sulla Rai
Nel 2001 la Coppa Italia torna interamente in chiaro, ma stavolta era ancora divisa fra due operatori televisivi, ovvero la Rai e LA7 (erede di Telemontecarlo). Non andò in onda alcuna partita né delle eliminatorie né del secondo turno, a causa del ritardato accordo tra Lega Calcio e televisioni.
- Ottavi di finale: quattro gare di andata e cinque di ritorno su LA7, mentre le altre partite no;
- Quarti di finale: all'andata tre partite su LA7 e la rimanente sulla Rai, al ritorno tutte le partite sulla Rai;
- Semifinali: entrambe le partite sulla Rai, sia all'andata che al ritorno;
- Finale: sia all'andata che al ritorno sulla Rai.

#### 2002-2007: il monopolio della Rai
Nel 2002 la Coppa Italia torna ad essere appannaggio della sola Rai. Fino al 2005 il servizio pubblico proponeva alcune gare del secondo turno e poi garantiva una copertura completa o quasi dagli ottavi di finale in poi. La stagione 2002-2003 ebbe maggior visibilità, perché tutte le partite andarono in onda su Rai 1, Rai 2 e Rai 3. Dalla stagione successiva la Rai utilizza, per le gare meno importanti, anche Rai Sport Satellite, canale tematico visibile via satellite e, dal 2004, in digitale terrestre. Sui canali generalisti vanno comunque in onda tutte le gare più importanti.
- Secondo turno: tre gare di andata e tre di ritorno;
- Ottavi di finale: tutte le gare sia all'andata che al ritorno (a parte una gara di ritorno della stagione 2002-2003);
- Quarti di finale, Semifinali e Finale: tutte le gare sia all'andata che al ritorno.

Nella stagione 2005-2006, con la nuova formula della coppa, sulla Rai possono andare in onda anche diverse partite dei tre turni preliminari, disputati da quel momento ad eliminazione diretta in gara unica. Nella stagione successiva, un ritardo nell'accordo tra la Rai e la Lega Calcio causa l'"oscuramento" sia dei turni preliminari sia delle partite di andata degli ottavi di finale.
- Turni preliminari: in onda alcune gare dei tre turni nella sola stagione 2005-2006;
- Ottavi di finale: tutte le gare sia all'andata che al ritorno nella stagione 2005-2006 e tutte le gare di ritorno in quella successiva;
- Quarti di finale, semifinali e finale: tutte le gare sia all'andata che al ritorno.

#### 2007-2008: gli ottavi su LA7 e Cartapiù e la fase finale sulla Rai
Nel 2007 si torna alla suddivisione tra la Rai e LA7. Nonostante una nuova formula che limitava la partecipazione alle sole società di Serie A e Serie B, l'accordo con le televisioni arriva ancora una volta in ritardo, impedendo la trasmissione dei tre turni preliminari e delle prime tre partite dell'andata degli ottavi di finale. LA7 trasmette le rimanenti gare degli ottavi, alcune delle quali per la prima volta a pagamento su Cartapiù (sette anni dopo le esperienze di TELE+ e Stream TV). Sulla Rai vengono invece trasmesse gratuitamente tutte le gare dai quarti di finale in poi, compresa la finale tornata a disputarsi dopo 28 anni in gara secca.
- Ottavi di finale: cinque gare di andata e tutte le otto di ritorno, alcune in chiaro su LA7 e le rimanenti a pagamento su Cartapiù;
- Quarti di finale (andata e ritorno), semifinali (andata e ritorno) e finale (gara unica): tutte le gare in chiaro sulla Rai.

#### 2008-2010: i preliminari su ContoTV, fase finale sulla Rai
Dal 2008 al 2010 i diritti della Coppa Italia vengono suddivisi in 2 pacchetti: uno per i quattro nuovi turni preliminari (riaperti anche alle formazioni non professionistiche) e uno per la nuova fase finale (ottavi, quarti e finale in gara unica e le semifinali ad andata e ritorno). I diritti della fase finale se li aggiudica ancora la Rai (con le gare più importanti su Rai 1, Rai 2 e Rai 3 e le altre su Rai Sport Più), mentre quelli dei preliminari (limitatamente ad una selezione di incontri) vengono assegnati alla pay-per-view del digitale terrestre ContoTV. Molte gare dei turni preliminari non in onda sulla TV a pagamento andarono in onda su emittenti locali e via satellite.
- 1º turno: ContoTV, due gare solo nell'edizione 2009-2010;
- 2º turno: ContoTV, una gara nel 2008-2009 e quattro nel 2009-2010;
- 3º turno: ContoTV, quattro gare sia nel 2008-2009 che nel 2009-2010;
- 4º turno: ContoTV, tutte le otto gare nel 2008-2009 e tre gare nel 2009-2010;
- Ottavi di finale, quarti di finale, semifinali e finale: tutte le 17 gare trasmesse dalla Rai.

#### 2010-2012: i preliminari su LA7 e Sportitalia e la fase finale sulla Rai
Dal 2010 al 2012 la fase finale della Coppa Italia resta alla Rai, mentre i diritti TV delle migliori gare dei turni preliminari vengono suddivisi stavolta tra due TV in chiaro: LA7 e Sportitalia; nonostante ciò, non andò in onda alcuna gara dei primi due turni (quelli senza formazioni di Serie A): molti di questi incontri, insieme a quelli del terzo turno ignorati dai due operatori nazionali, furono comunque proposti dalle emittenti locali.
- 3º turno: nella stagione 2010-2011 una gara su Sportitalia e tre su LA7 (poi replicate anche su Sportitalia), nella stagione successiva una su LA7 e una su Sportitalia;
- 4º turno: LA7 e LA7d, tutte le 8 gare in entrambe le stagioni (alcune in differita); alcune gare della stagione 2010-2011 proposte in esclusiva dalla web TV di LA7 (cioè senza andare in onda sulla rete originale); due gare della stagione successiva trasmesse in contemporanea su LA7d (con immagini alternate fra i due campi), ma anche, separatamente e integralmente, online, una sul canale YouTube di LA7 (Genoa-Bari) e l'altra sulla pagina Facebook della Lega Serie A (Cagliari-Siena);
- Ottavi di finale, quarti di finale, semifinali e finale: tutte le 17 gare trasmesse dalla Rai, con la finale in onda anche in alta definizione sul canale digitale dedicato.

#### 2012-2021: il monopolio della Rai
Dal 2012 al 2021 sulle reti Rai va in onda anche il 4º turno preliminare, oltre ad ottavi di finale, quarti di finale, semifinali (andata e ritorno) e finale, per un totale di 25 incontri tutti trasmessi anche in alta definizione. A parte due incontri del 3º turno preliminare in onda nel 2013 su Sportitalia, le partite dei primi tre turni nel triennio 2012-2015 andarono in onda solo a livello locale. Dal 2015 al 2021 sulla Rai andarono in onda almeno 6 partite dei primi tre turni (almeno una per ciascun turno), oltre a tutte le partite a partire dal quarto turno.

#### 2021-2027: i diritti a Mediaset
Dal 2021 al 2024, la Coppa Italia torna ad essere trasmessa in diretta esclusiva sulle reti Mediaset, dopo 23 anni di assenza: a partire dai trentaduesimi di finale tutte le partite di ogni turno vengono trasmesse in chiaro su Canale 5 (partite serali degli ottavi di finale e dei quarti di finale, semifinali e finale), Italia 1 (dai trentaduesimi di finale ai quarti di finale) e 20 (trentaduesimi e sedicesimi di finale) e in streaming su Mediaset Infinity. Il 30 ottobre 2023 viene annunciata l'estensione della copertura del torneo in diretta esclusiva in chiaro da parte delle reti Mediaset per le tre stagioni successive fino al 2027.
| Stagione  | Diritti criptati     | Diritti in chiaro            |
| --------- | -------------------- | ---------------------------- |
| 1990-1991 | ―                    | Fininvest                    |
| 1991-1992 | ―                    | Fininvest                    |
| 1992-1993 | ―                    | Fininvest                    |
| 1993-1994 | ―                    | Rai                          |
| 1994-1995 | ―                    | Rai                          |
| 1995-1996 | ―                    | Rai                          |
| 1996-1997 | ―                    | Rai                          |
| 1997-1998 | ―                    | Rai Mediaset Telemontecarlo  |
| 1998-1999 | ―                    | Rai Mediaset Telemontecarlo  |
| 1999-2000 | Stream TV            | Rai                          |
| 2000-2001 | TELE+/TELE+ Digitale | Rai                          |
| 2001-2002 | ―                    | Rai LA7                      |
| 2002-2003 | ―                    | Rai                          |
| 2003-2004 | ―                    | Rai                          |
| 2004-2005 | ―                    | Rai                          |
| 2005-2006 | ―                    | Rai                          |
| 2006-2007 | ―                    | Rai                          |
| 2007-2008 | Cartapiù             | Rai LA7                      |
| 2008-2009 | ContoTV              | Rai                          |
| 2009-2010 | ContoTV              | Rai                          |
| 2010-2011 | ―                    | Rai LA7 Sportitalia          |
| 2011-2012 | ―                    | Rai LA7 Sportitalia          |
| 2012-2013 | ―                    | Rai                          |
| 2013-2014 | ―                    | Rai Sportitalia (2 incontri) |
| 2014-2015 | ―                    | Rai                          |
| 2015-2016 | ―                    | Rai                          |
| 2016-2017 | ―                    | Rai                          |
| 2017-2018 | ―                    | Rai                          |
| 2018-2019 | ―                    | Rai                          |
| 2019-2020 | ―                    | Rai                          |
| 2020-2021 | ―                    | Rai                          |
| 2021-2022 | ―                    | Mediaset                     |
| 2022-2023 | ―                    | Mediaset                     |
| 2023-2024 | ―                    | Mediaset                     |
| 2024-2025 | ―                    | Mediaset                     |
| 2025-2026 | ―                    | Mediaset                     |
| 2026-2027 | ―                    | Mediaset                     |

### Supercoppa italiana
Fino al 1995 i diritti televisivi della Supercoppa italiana erano appannaggio di Fininvest, la quale fino al 1991 trasmetteva la partita in leggera differita perché i canali nazionali privati all'epoca non potevano ancora trasmettere in diretta.
Nel 1996, 1997 e 1998 l'evento viene proposto a pagamento da TELE+.
Dal 1999 al 2008 la vendita dei diritti della Supercoppa avvenne di anno in anno anche in considerazione delle preferenze delle società partecipanti. Nel 1999 la manifestazione va per la prima volta in onda sulla Rai, nel 2000 torna sulle reti Mediaset e nel 2001 nuovamente sulla Rai. Le stagioni 2002 e 2003 sono andate in onda per la prima volta, rispettivamente, su LA7 e sulla nascente piattaforma Sky. Dopo un altro ritorno sulle reti Mediaset nel 2004, va in onda per la prima volta su Sportitalia, nel 2005.
Dal 2006 la Supercoppa Italiana viene trasmessa di nuovo sulla Rai, che l'avrebbe trasmessa in diretta esclusiva fino all'edizione 2020. Dal 2021 torna ad essere trasmessa in diretta esclusiva da Mediaset fino al 2023, anno in cui viene introdotta la nuova formula delle final four,  con i diritti successivamente estesi fino all'edizione 2026.
| Stagione | Diritti criptati     | Diritti in chiaro     |
| -------- | -------------------- | --------------------- |
| 1988     | ―                    | Fininvest (differita) |
| 1989     | ―                    | Fininvest (differita) |
| 1990     | ―                    | Fininvest (differita) |
| 1991     | ―                    | Fininvest (differita) |
| 1992     | ―                    | Fininvest             |
| 1993     | ―                    | Fininvest             |
| 1994     | ―                    | Fininvest             |
| 1995     | ―                    | Fininvest             |
| 1996     | TELE+/TELE+ Digitale | ―                     |
| 1997     | TELE+/TELE+ Digitale | ―                     |
| 1998     | TELE+/TELE+ Digitale | ―                     |
| 1999     | ―                    | Rai                   |
| 2000     | ―                    | Mediaset              |
| 2001     | ―                    | Rai                   |
| 2002     | ―                    | LA7                   |
| 2003     | Sky                  | ―                     |
| 2004     | ―                    | Mediaset              |
| 2005     | ―                    | Sportitalia           |
| 2006     | ―                    | Rai                   |
| 2007     | ―                    | Rai                   |
| 2008     | ―                    | Rai                   |
| 2009     | ―                    | Rai                   |
| 2010     | ―                    | Rai                   |
| 2011     | ―                    | Rai                   |
| 2012     | ―                    | Rai                   |
| 2013     | ―                    | Rai                   |
| 2014     | ―                    | Rai                   |
| 2015     | ―                    | Rai                   |
| 2016     | ―                    | Rai                   |
| 2017     | ―                    | Rai                   |
| 2018     | ―                    | Rai                   |
| 2019     | ―                    | Rai                   |
| 2020     | ―                    | Rai                   |
| 2021     | ―                    | Mediaset              |
| 2022     | ―                    | Mediaset              |
| 2023     | ―                    | Mediaset              |
| 2024     | ―                    | Mediaset              |
| 2025     | ―                    | Mediaset              |
| 2026     | ―                    | Mediaset              |

### Primavera 1
- Sportitalia (in corso-2027)

## Campionati e competizioni internazionali

### UEFA Champions League (già Coppa dei Campioni)
Fino al 1992 i diritti televisivi delle partite delle coppe europee, compresa la Coppa dei Campioni, erano soggettivi: ogni società partecipante gestiva in proprio i diritti delle partite giocate in casa propria. Facevano eccezione solo le finali disputate in gara unica, i cui diritti televisivi erano gestiti direttamente dall'UEFA: fra queste, quindi, rientrava anche la finale di Coppa dei Campioni.

#### 1955-1980: il monopolio della Rai
In Italia fino al 1980 solo la Rai trasmetteva le partite delle squadre italiane in Coppa dei Campioni. Non sempre andavano in onda tutti gli incontri (in genere erano trasmesse le finali e le gare più importanti), tuttavia la copertura televisiva di queste gare da parte del servizio pubblico diventa via via più completa col passare degli anni. La Rai acquista dalle società italiane ed estere, nonché dall'UEFA, limitatamente alle finali, i diritti per trasmettere queste partite. Sulla Rai andavano in onda anche le finali in cui le squadre italiane non erano impegnate, essendo questa legata all'Unione europea di radiodiffusione.

#### 1980-1991: la Coppa dei Campioni suddivisa tra Rai, Fininvest e Telemontecarlo
Nel 1980, con l'incontro Juventus-Celtic (ritorno dei sedicesimi di finale), la Fininvest di Silvio Berlusconi (futuro presidente del Milan) diventa il primo gruppo televisivo privato a fornire la trasmissione di una partita di una squadra italiana in Coppa dei Campioni e più in generale in tutte le competizioni internazionali per club.
A partire dal 1984, su Telemontecarlo, che aveva trasmesso in differita le finali dal 1981 al 1984, cominciano ad andare in onda le finali di Coppa dei Campioni in contemporanea alla Rai. La situazione era resa possibile dal fatto che l'emittente, avendo sede a Monte Carlo, non risultava un canale italiano ma monegasco e aderiva all'UER, potendo quindi avere accesso agli eventi in Eurovisione; inoltre la Rai, dal 1982 al 1985, era proprietaria del 50% di TMC, salvo poi far scendere la propria quota al 10%. La doppia trasmissione della finale di Coppa dei Campioni sarebbe continuata fino al 1994.
A metà anni ottanta la Fininvest rompe ufficialmente il monopolio della Rai sulle coppe internazionali. Su Canale 5, Italia 1 e Rete 4 iniziano ad andare in onda diverse partite della Coppa dei Campioni (nonché altre Coppe europee) disputate in trasferta dalle squadre italiane, acquistandone di volta in volta i diritti dalle società avversarie. Questa politica funzionò grazie anche ai risultati particolarmente positivi dei club italiani, tant'è che non fu un grosso ostacolo nemmeno il fatto che, fino al 1991, la Fininvest era costretta dalla legge italiana a trasmettere le partite in lieve differita (dai 15 ai 30 minuti). A partire dal 1989, tutte le partite giocate in trasferta dal Milan, con la sola eccezione dell'ottavo di finale contro il Real Madrid, andavano in onda sulle reti televisive di Berlusconi.

#### 1991-1994: la UEFA Champions League suddivisa tra Fininvest, Rai e Telemontecarlo
Nel 1991 l'UEFA introduce per la prima volta i diritti televisivi centralizzati, creando la UEFA Champions League. Con questo nome si intende una particolare fase della Coppa dei Campioni, ridenominata poi l'anno successivo: si tratta di una fase eliminatoria di due gruppi da quattro squadre, con gare di andata e ritorno, a cui accedono le otto formazioni superstiti dopo i primi turni ad eliminazione diretta. Questa fase sostituisce dei quarti di finale e delle semifinali, aumentando il numero di partite. L'UEFA vende in blocco i diritti televisivi di questa fase, mentre restano di proprietà delle singole squadre ospitanti i diritti dei primi turni. Le prime classificate accedevano direttamente alla finale, ad eccezione della stagione 1993-1994: in questa stagione la Champions League si arricchì di due ulteriori gare, le semifinali in gara unica, in cui ciascuna delle due vincenti della fase a gruppi ospitava sul proprio campo la seconda classificata dell'altro raggruppamento.
In Italia fu Fininvest ad acquisire i diritti della Champions League fin dalla prima stagione. Nella stagione 1992-1993 questi diritti comprendevano le gare dei due gruppi, mentre in quella successiva anche le semifinali. In entrambe le stagioni restò a parte la finale, che continuava ad andare in onda sulle reti Rai e su Telemontecarlo.

#### 1994-2000: le partite in chiaro sulle reti Fininvest(poi Mediaset)e a pagamento su TELE+
Dal 1994 tutto il torneo, e non più una sola fase di esso, inizia ad essere chiamato con il nome di UEFA Champions League. L'appellativo di Coppa dei Campioni da allora resta in uso per indicare il trofeo in palio, ma non la manifestazione (fatta eccezione per chi nostalgicamente predilige la vecchia denominazione). Corrispondentemente, a partire da questa stagione, la competizione inizia ad evolversi nella formula. I diritti televisivi centralizzati comprendevano da quel momento tutti i turni, dalla prima fase eliminatoria fino alla finale, ad eccezione delle partite dei turni preliminari, che continuavano ad essere gestite dalle singole società. La Fininvest trasmetteva dal 1995 anche la finale, avendone l'esclusiva e togliendola al duopolio Rai - Telemontecarlo.
La Fininvest, che nel 1996 avrebbe lasciato il controllo delle sue tre reti alla controllata Mediaset, resterà l'unico gruppo mediatico italiano a trasmettere sulle sue emittenti la Champions League per almeno due anni. Nel 1996, la partecipazione di due formazioni italiane alla competizione (il Milan campione d'Italia e la Juventus campione d'Europa) impone un cambiamento di programma, a causa della contemporaneità delle partite. Nelle prime due giornate il problema fu risolto trasmettendo una gara su Canale 5 e una su Italia 1, riproponendo poi le due partite in replica, in seconda serata, a canali invertiti (esperimento svolto solo nella prima giornata e poi abbandonato per via dei bassi ascolti). Per le giornate successive, Mediaset trovò più redditizio stringere un accordo con TELE+: una delle due partite andava in onda in diretta e in chiaro sulle reti di Cologno Monzese, l'altra era visibile a pagamento su TELE+2 e sempre in diretta: quest'ultima gara veniva poi replicata in chiaro da Mediaset in seconda serata su Italia 1.
Il sistema, che rimase comunque in vigore solo durante la fase eliminatoria (al termine della quale fu il Milan a essere eliminato), segnò di fatto l'esordio sulle pay TV italiane delle partite di Champions League. L'esperimento viene ripetuto nella stagione 1997-1998 con Juventus e Parma (sempre limitatamente alle eliminatorie, a causa della eliminazione dei ducali) e nella stagione successiva con Juventus e Inter (stavolta fino ai quarti di finale). In queste ultime due stagioni la nuova formula impone ad una delle due formazioni italiane partecipanti di partire dal secondo turno preliminare: le gare del Parma e dell'Inter nei preliminari, disputate ad agosto rispettivamente del 1997 e del 1998, non furono comprese nei diritti centralizzati di Mediaset e TELE+ e furono oggetto di separata contrattazione tra le singole società e le televisioni (i diritti vennero poi acquisiti dalla stessa Mediaset).
Nel 1999, su pressione dei grandi club, l'UEFA ingrandisce ulteriormente la Champions, che stava ormai diventando un vero e proprio campionato europeo per club. La nuova formula prevedeva, dopo tre turni preliminari (sempre soggetti ad una trattazione separata dei diritti televisivi, gestita dai singoli club), ben due fasi eliminatorie a gironi, seguite da quarti di finale, semifinali e finale. Con questa formula ben quattro formazioni italiane potevano partecipare alla competizione e faceva diventare inevitabile la suddivisione dei diritti televisivi tra emittenti in chiaro e pay TV. Nella stagione 1999-2000 in esclusiva su TELE+ vanno in onda le partite della Lazio nella prima fase eliminatoria, contemporanee a quelle della Fiorentina. Sulle reti Mediaset sono invece visibili gratuitamente tutte le rimanenti gare delle squadre italiane, limitandosi a proporre una sintesi delle partite della Lazio nella prima fase (e non più una replica integrale) all'interno della trasmissione Pressing Champions League. Gli incontri della Fiorentina e del Parma nel terzo turno preliminare (esclusi dai diritti centralizzati) vanno invece in onda su vari canali (oltre alla stessa Mediaset, anche sulla Rai e su Telemontecarlo).

#### 2000-2006: le partite a pagamento su Stream e Sky e quelle in chiaro su Mediaset
Dal 2000 i diritti della Champions League vennero divisi in due pacchetti: uno in chiaro e uno a pagamento. Il pacchetto in chiaro consentiva di trasmettere in diretta due partite alla settimana: una del martedì, che però non vedeva in lizza squadre italiane, e una del mercoledì, oltre agli highlights delle altre partite. Tuttavia, a causa della legge 8/99, se le semifinali vedono la presenza di italiane esse devono andare in diretta in chiaro. Il pacchetto destinato alle pay TV comprendeva la possibilità di trasmettere tutte le gare. Fino al 2006 il pacchetto in chiaro resta a Mediaset (che trasmette le sintesi delle gare all'interno di Pressing Champions League), mentre quello criptato viene acquisito prima da Stream TV e poi dalla sua "erede" Sky. Quando, nei quarti di finale, entrambe le partite del martedì videro in lizza formazioni italiane, allora Mediaset ne trasmetteva comunque una. Lo stesso successe per le partite delle semifinali giocate di martedì, trasmesse da Mediaset anche se c'erano squadre italiane in lizza.
Dal 2003 viene abolita la seconda fase eliminatoria, sostituendola con ottavi di finale ad eliminazione diretta e riducendo dunque di ben quattro settimane il calendario.
Le partite delle squadre italiane nel terzo turno preliminare in questi anni andarono in onda, oltre che su Mediaset e Sky, anche sulla Rai, su LA7 e in qualche occasione su emittenti locali.

#### 2006-2012: le partite a pagamento su Sky e Mediaset Premium e quelle in chiaro sulla Rai
Nel 2006 la Rai, dopo 12 anni dall'ultima finale trasmessa, acquista per la prima volta i diritti in chiaro della Champions League. Con il nuovo pacchetto il servizio pubblico può trasmettere una partita a scelta del mercoledì, più la finale (che dal 2010 si sarebbe giocata di sabato) e gli highlights di tutte le altre gare (proposte fino al 2009 nelle trasmissioni Martedì Champions e Un mercoledì da campioni e successivamente in 90º minuto Champions). Inoltre, nelle semifinali, sulla Rai andava in onda anche la gara del martedì in caso di partecipazione di almeno un club italiano. Mediaset, abbandonato il pacchetto in chiaro, acquista quello criptato per la piattaforma Mediaset Premium, mentre a Sky resta l'esclusiva satellitare. Ulteriori due novità, sopraggiunte dal 2009, ampliano ulteriormente l'offerta della Rai, di Sky e di Mediaset Premium: i turni preliminari diventano quattro e l'ultimo di essi rientra nei diritti centralizzati della competizione. Viene, tra l'altro, stabilita la "spalmatura" degli ottavi di finale, distribuiti su quattro settimane (due per l'andata e due per il ritorno).
Per quanto riguarda le partite delle squadre italiane nei turni preliminari, fino al 2009 andavano in onda su emittenti varie (le stesse Rai, Mediaset e Sky, nonché LA7 e ContoTV). Dalla stagione successiva non ci fu più il problema della contrattazione a parte, in quanto i diritti restarono soggettivi solo per i primi tre turni preliminari, mentre la prima squadra italiana entrava in lizza dal quarto e ultimo.

#### 2012-2014: diritti criptati a Sky e Mediaset Premium e diritti in chiaro a Mediaset
I diritti criptati per le stagioni 2012-13 e 2013-14 restano suddivisi tra Sky e Mediaset Premium, grazie ad un accordo commerciale fra entrambe le piattaforme. La novità era rappresentata dal ritorno a Mediaset anche dei diritti in chiaro: su Canale 5, Italia 1 e Rete 4 (anche in alta definizione), a partire dal quarto turno preliminare, andava in onda una partita per ogni mercoledì di gara più la finale, per un totale di 17 gare, alle quali si aggiungevano gli highlights di tutte le altre gare in seconda serata nella trasmissione Champions League Speciale.

#### 2014-2015: diritti criptati esclusivi a Sky, diritti esclusivi in chiaro a Mediaset
Per la stagione 2014-15 solo Sky possiede i diritti criptati, mentre a Mediaset restano i diritti in chiaro. La TV di Cologno Monzese ha proposto 16 incontri in diretta esclusiva (Sky li trasmette solo in differita): si trattava della partita principale del mercoledì, a partire dal quarto turno preliminare e fino alle semifinali. Mediaset ha trasmesso in diretta e in chiaro (ma non in esclusiva) anche la semifinale di andata della Juventus giocatasi di martedì e la finale. Tutti gli altri incontri sono andati in onda solo sulla TV satellitare a pagamento.

#### 2015-2018: diritti esclusivi a Mediaset e immediata differita delle partite italiane per gli abbonati Sky
Nel 2015 Mediaset acquista dalla UEFA i diritti esclusivi, sia in chiaro che criptati, della Champions League al prezzo record di 230 milioni di euro per ogni stagione. Mediaset Premium proponeva tutte le partite in diretta dal quarto turno preliminare fino alla finale. Il fatto che fosse Mediaset a detenere i diritti sia in chiaro che a pagamento fece sì che il match a scelta da trasmettere in chiaro per ogni turno non sempre coinvolgesse una squadra italiana. Le partite andavano in onda generalmente su Canale 5 o Italia 1 (anche in HD), e in seconda serata andavano in onda le immagini salienti di tutti gli altri incontri. L'unico obbligo restò quello di trasmettere in chiaro tutte le gare di semifinali e finale coinvolgenti club italiani.
La Champions rimase visibile anche agli abbonati Sky: su Juventus TV e Roma TV, resi visibili a tutti gli abbonati Sky Sport e/o Sky Calcio, venivano trasmesse le partite in lieve differita subito dopo il loro termine, con ampi pre e post partita (replicati anche dopo la differita) e con la possibilità di fruire di una radiocronaca in diretta durante il match.

#### 2018-2021: diritti criptati esclusivi a Sky, diritti esclusivi in chiaro alla Rai (2018-2019) e Mediaset (2019-2021)
A partire da agosto 2018 e fino al termine della stagione 2020-2021 la Champions League torna ad essere trasmessa in diretta esclusiva da Sky, che trasmette sui propri canali Sky Sport tutte le partite a partire dal quarto turno preliminare fino alla finale, per un totale di 122 partite a stagione. Grazie ad un accordo con la Rai, per la stagione 2018-2019 la TV di Stato torna a trasmettere in chiaro la massima competizione continentale dopo 6 anni: trasmise in diretta non esclusiva la miglior partita del mercoledì per ogni giornata a partire dalla fase a gironi fino alla finale. Le edizioni 2019-2020 e 2020-2021 tornano invece sulle reti Mediaset, con la medesima modalità attuata nella stagione precedente per la Rai, ma trasmettendo una partita del martedì.

#### 2021-2024: diritti criptati a Sky, Mediaset Infinity e Prime Video, diritti in chiaro a Mediaset
Per il triennio 2021-2024 sono tre i media a spartirsi i diritti criptati: Sky trasmetterà 121 partite a stagione, dai play-off alla finale; Mediaset trasmetterà 104 partite a stagione, dai play-off ai quarti di finale, in pay-per-view sulla piattaforma Mediaset Infinity e il miglior match del martedì sera per ogni turno dai play-off alle semifinali e la finale in chiaro, Amazon Prime Video trasmetterà in diretta esclusiva il miglior match del mercoledì per ogni turno dai play-off alle semifinali. Per l'edizione 2022-2023, a causa della normativa AGCOM sulla trasmissione obbligatoria in chiaro delle semifinali riguardanti squadre italiane, grazie ad un accordo tra Sky e Prime Video è stata trasmessa in diretta l'andata della semifinale Milan-Inter anche in chiaro su TV8, che ha ritrasmesso l'intero segnale del sub-cedente Amazon, compresi pre-partita e immediato post-partita.

#### 2024-2027: diritti criptati a Sky e Prime Video
Dal 2024 la nuova formula della Champions League prevede l'incremento delle partite, che (dai play-off alla finale) passano da 137 a 203. I diritti vengono nuovamente spartiti tra Sky (185 partite in diretta esclusiva, compresa la finale) e Prime Video (miglior partita per ogni mercoledì sera in diretta esclusiva, con l'obbligo di rendere disponibile anche FTA le eventuali semifinali al mercoledì qualora almeno una squadra italiana sia presente). Verrà ancora trasmessa una partita in chiaro, almeno per tutta la fase a campionato, su TV8, la migliore tra le partite del mercoledì sera che non coinvolgono squadre italiane, le quali (fino agli eventuali quarti di finale) saranno disponibili soltanto a pagamento. Nel caso di qualificazione per le semifinali di almeno una squadra italiana saranno trasmesse anche in chiaro le eventuali semifinali disputate al martedì.
| Stagione  | Diritti criptati                                                                                              | Diritti in chiaro                                                                                       |
| --------- | --- | --- |
| 1992-1993 | ― | Fininvest (fase a gironi e semifinali) Rai (finale) Telemontecarlo (finale)                             |
| 1993-1994 | ― | Fininvest (fase a gironi e semifinali) Rai (finale) Telemontecarlo (finale)                             |
| 1994-1995 | ― | Fininvest                                                                                               |
| 1995-1996 | ― | Fininvest                                                                                               |
| 1996-1997 | ― | Mediaset                                                                                                |
| 1997-1998 | TELE+/TELE+ Digitale                                                                                          | Mediaset                                                                                                |
| 1998-1999 | TELE+/TELE+ Digitale                                                                                          | Mediaset                                                                                                |
| 1999-2000 | TELE+/TELE+ Digitale                                                                                          | Mediaset                                                                                                |
| 2000-2001 | Stream TV | Mediaset                                                                                                |
| 2001-2002 | Stream TV | Mediaset                                                                                                |
| 2002-2003 | Stream TV | Mediaset                                                                                                |
| 2003-2004 | Sky | Mediaset                                                                                                |
| 2004-2005 | Sky | Mediaset                                                                                                |
| 2005-2006 | Sky | Mediaset                                                                                                |
| 2006-2007 | Sky (satellite) Mediaset Premium (digitale terrestre)                                                         | Rai |
| 2007-2008 | Sky (satellite) Mediaset Premium (digitale terrestre)                                                         | Rai |
| 2008-2009 | Sky (satellite) Mediaset Premium (digitale terrestre)                                                         | Rai |
| 2009-2010 | Sky (satellite) Mediaset Premium (digitale terrestre)                                                         | Rai |
| 2010-2011 | Sky (satellite) Mediaset Premium (digitale terrestre)                                                         | Rai |
| 2011-2012 | Sky (satellite e streaming) Mediaset Premium (digitale terrestre e streaming)                                 | Rai |
| 2012-2013 | Sky (satellite e streaming) Mediaset Premium (digitale terrestre e streaming)                                 | Mediaset                                                                                                |
| 2013-2014 | Sky (satellite e streaming) Mediaset Premium (digitale terrestre e streaming)                                 | Mediaset                                                                                                |
| 2014-2015 | Sky | Mediaset                                                                                                |
| 2015-2016 | Mediaset Premium                                                                                              | Mediaset                                                                                                |
| 2016-2017 | Mediaset Premium                                                                                              | Mediaset                                                                                                |
| 2017-2018 | Mediaset Premium                                                                                              | Mediaset                                                                                                |
| 2018-2019 | Sky | Rai |
| 2019-2020 | Sky | Mediaset                                                                                                |
| 2020-2021 | Sky | Mediaset                                                                                                |
| 2021-2022 | Sky (121 partite; satellite e streaming) Mediaset Infinity (121 partite; streaming) Prime Video (16 partite)  | Mediaset                                                                                                |
| 2022-2023 | Sky (121 partite; satellite e streaming) Mediaset Infinity (121 partite; streaming) Prime Video (16 partite)  | Mediaset TV8 (semifinale)                                                                               |
| 2023-2024 | Sky (121 partite; satellite e streaming) Mediaset Infinity (121 partite; streaming) Prime Video (16 partite)  | Mediaset                                                                                                |
| 2024-2025 | Sky (185 partite dai play-off alla finale) Prime Video (18 partite al mercoledì dai play-off alle semifinali) | TV8 (una partita a giornata, escluse quelle delle italiane, dai play-off alla finale) NOVE (semifinale) |
| 2025-2026 | Sky (185 partite dai play-off alla finale) Prime Video (18 partite al mercoledì dai play-off alle semifinali) | TV8 (una partita a giornata, escluse quelle delle italiane, dai play-off alla finale)                   |
| 2026-2027 | Sky (185 partite dai play-off alla finale) Prime Video (18 partite al mercoledì dai play-off alle semifinali) | TV8 (una partita a giornata, escluse quelle delle italiane, dai play-off alla finale)                   |

### UEFA Europa League (già Coppa UEFA)
Fino al 2009 erano diverse le competizioni europee per squadre di club che si affiancavano annualmente alla UEFA Champions League: dal 1955 al 1971 si svolse, per 13 stagioni, la Coppa delle Fiere, mentre dal 1960 al 1999 si disputò, per 39 stagioni, la Coppa delle Coppe. Nel 1971, in sostituzione della Coppa delle Fiere, nacque la Coppa UEFA. Inoltre dal 1995 al 2008, per 14 stagioni, si svolse la Coppa Intertoto UEFA, che era in realtà un torneo di qualificazione alla Coppa UEFA. Nel 1999 la Coppa UEFA inglobò la Coppa delle Coppe e nel 2009, dopo ben 38 stagioni, diventò UEFA Europa League.

#### 1955-1980: il monopolio della Rai su Coppa delle Coppe, Coppa delle Fiere e Coppa UEFA
A differenza della Coppa dei Campioni, nelle altre coppe europee i diritti televisivi erano soggettivi fino al 2006; la sola eccezione riguardava le finali disputate in gara unica, i cui diritti televisivi erano gestiti direttamente dall'UEFA.
Anche per la Coppa delle Coppe e la Coppa UEFA (e prima ancora per la Coppa delle Fiere) fino ai primi anni ottanta è stata la Rai a trasmetterne le gare, limitandosi alle partite più importanti che vedevano in lizza le formazioni italiane e talvolta anche alle finali tra squadre straniere. Nel corso degli anni il numero di incontri riguardanti le formazioni italiane in onda sulla Rai andò via via aumentando.

#### 1980-2007: i diritti della Coppa delle Coppe, della Coppa UEFA e dell'Intertoto soggettivi a varie emittenti
Analogamente alla Coppa dei Campioni, gli anni ottanta segnarono l'ingresso delle emittenti private sugli incontri della Coppa delle Coppe e su quelle della Coppa UEFA, soprattutto per le partite in trasferta delle squadre italiane nonché per la doppia trasmissione della finale della Coppa delle Coppe sulla Rai e su Telemontecarlo, dal 1980 al 1996.
Nel 1992 viene trasmessa la prima finale di Coppa UEFA (e in generale di una delle tre principali coppe europee) in onda in esclusiva su una rete privata: la Fininvest trasmette su Canale 5 la gara di ritorno Ajax-Torino dopo che l'azienda di Silvio Berlusconi aveva acquistato i diritti dal club olandese (l'andata in Italia andò in onda regolarmente sulla Rai). Ajax-Torino fu anche una delle prime gare internazionali in onda in diretta su una TV privata italiana (fino all'estate del 1991 vi era l'obbligo di differita dai 15 ai 30 minuti). Dopo Fininvest, altre TV private iniziano ad acquistare i diritti di partite in trasferta delle squadre italiane: su Telemontecarlo, oltre alle finali non in esclusiva, cominciano ad andare in onda alcune partite delle squadre straniere in diretta e in differita e, dal 1993 al 1995, anche su TELE+2 sono andate in onda alcune trasferte di squadre italiane in Coppa delle Coppe e Coppa UEFA.
Ben presto la Rai perse ufficialmente anche il monopolio sugli incontri casalinghi dei club italiani. Il primo caso eclatante fu la cessione a Telemontecarlo da parte della Juventus dei diritti televisivi di tutte le gare casalinghe nella Coppa UEFA 1993-1994. Negli anni successivi altre società italiane seguirono l'esempio (principalmente a favore della Fininvest o di Telemontecarlo). Fra le varie società che scelsero canali privati si ricordano, oltre a Juventus e Milan, anche Roma, Lazio e Parma, nonché la Fiorentina, il cui presidente Vittorio Cecchi Gori in quegli anni fu anche proprietario di Telemontecarlo (creandosi dunque una situazione analoga a quella di Berlusconi con il Milan e la Fininvest/Mediaset).
Dal caos di diritti soggettivi non erano esonerate neppure le finali di Coppa UEFA: dopo Ajax-Torino del 1992, anche Borussia Dortmund-Juventus dell'anno successivo fu divisa tra la Fininvest (andata in Germania) e la Rai (ritorno in Italia). Nella stagione 1993-1994 i due colossi della TV nazionale si accordano per invertire i diritti TV di Casino Salisburgo-Inter: il servizio pubblico poteva trasmettere la gara di andata a Vienna, mentre la Fininvest il ritorno di San Siro. Sulla Rai e su Telemontecarlo viene invece trasmessa la doppia finale italiana del 1995 tra Parma e Juventus, mentre la doppia finale dell'anno successivo Bayern Monaco-Bordeaux è stata divisa tra Fininvest (gara di andata) e la Rai (gara di ritorno). L'ultima finale ad andata e ritorno, quella del 1997 tra Schalke 04 e Inter, è stata trasmessa nuovamente sulla Rai con entrambe le partite. Anche le finali in gara unica, sebbene soggette alla gestione diretta dell'UEFA, iniziano a passare da una TV all'altra. La finale di Coppa delle Coppe, in onda sulla Rai e su Telemontecarlo fino al 1996, viene trasmessa per la prima volta da Mediaset l'anno successivo, per poi tornare in esclusiva alla Rai nella stagione 1997-1998, e di nuovo alla doppia trasmissione Rai-Telemontecarlo nell'ultima stagione del torneo (1998-1999). Quando anche la finale di Coppa UEFA comincia a disputarsi in gara unica, è stata trasmessa anch'essa in esclusiva sulla Rai nella stagione 1997-1998, mentre in quella successiva anche su Telemontecarlo. Quando la competizione si ingrandisce ulteriormente, inglobando anche la Coppa delle Coppe, la finale di Coppa UEFA torna ad essere un'esclusiva Rai dal 2000 al 2004, per poi passare a Mediaset nel 2005 e 2006 e a LA7 nel 2007, dopo la rinuncia di Sky.
Alla fine del secondo millennio il mercato dei diritti TV delle coppe europee inizia ad entrare in crisi, almeno in Italia. Le prime avvisaglie si registrano nell'estate del 1998, quando nessun canale italiano ha trasmetto le prime due partite della Sampdoria nella Coppa Intertoto. I prezzi praticati dalle società titolari dei diritti iniziarono ad essere ritenuti non più convenienti dalle televisioni, a fronte di partite che, a causa della crescente importanza della Champions League, perdevano sempre più di interesse. La crisi andava crescendo nel 1999, quando la riforma della UEFA Champions League impose la contemporanea abolizione della Coppa delle Coppe: le vincenti delle coppe nazionali partecipavano da quel momento alla Coppa UEFA, ingrandita così nell'organico ma che era comunque impoverita dalla trasmigrazione delle migliori squadre nella competizione principale. Il nuovo meccanismo della "retrocessione" in Coppa UEFA delle migliori eliminate nella prima fase di Champions League (già avviato nel 1996 per le formazioni eliminate nel turno preliminare della competizione più importante) non era servito a tamponare la perdita di interesse di società, tifosi e televisioni nei confronti della Coppa UEFA, la quale, pur salita al ruolo di seconda competizione europea per club, aveva ormai perso il fascino di un tempo.
Anno dopo anno si moltiplicavano i casi di partite delle squadre italiane in Coppa UEFA e in Intertoto "oscurate", in quanto nessuna emittente televisiva si accollava le spese per acquisirne i diritti. Il caso più eclatante si verificò nella Coppa UEFA 2001-2002 con la semifinale di andata Borussia Dortmund-Milan. A volte i club stranieri riuscirono a rimediare al rifiuto delle emittenti italiane nazionali cedendo i diritti ad emittenti locali o a syndication, strada che iniziò ad essere perseguita anche dalle squadre italiane per le partite casalinghe. Con questo sistema gruppi televisivi minori come 7 Gold, Odeon TV, Telelombardia e Antennatre, oltre a varie TV locali, avevano l'opportunità di trasmettere importanti gare di Coppa UEFA e di Intertoto, oltre ai preliminari di Champions League.

#### 2007-2009: la Coppa UEFA e l'Intertoto suddivise tra LA7, Sportitalia, ContoTV e altre emittenti
Nel 2006 l'UEFA sperimenta una prima centralizzazione dei diritti televisivi delle coppe europee minori, riunendo in un pacchetto unico triennale i diritti della Supercoppa UEFA e degli ultimi tre turni della Coppa UEFA (quarti di finale, semifinali e finale). In Italia questo pacchetto viene inizialmente acquisito da Sky, che tuttavia, dopo aver trasmesso la Supercoppa europea 2006, decide di rinunciare ai diritti (senza utilizzarli per nemmeno una gara di Coppa UEFA). I diritti vengono successivamente riacquistati da LA7 e Sportitalia. Su LA7 vengono trasmesse le gare della Fiorentina nei quarti di finale e nelle semifinali della stagione 2007-2008, le gare dell'Udinese nei quarti dell'edizione successiva, la doppia semifinale tra Amburgo e Werder Brema del 2009 e le finali di entrambe le edizioni, il tutto in chiaro e in diretta. Su Sportitalia vengono trasmessi, sempre in chiaro, tutti gli incontri di questi tre turni, tra dirette e differite, in modalità digitale. In questi due anni restano soggettivi i diritti televisivi dell'Intertoto e dei primi turni di Coppa UEFA (fino agli ottavi di finale). Le gare delle italiane in questi turni sono state trasmesse principalmente su ContoTV, LA7 e Sky.

#### 2009-2012: il monopolio Mediaset sull'Europa League
Nel 2009 l'Intertoto scompare e la Coppa UEFA diventa l'Europa League. I diritti televisivi centralizzati vengono estesi comprendendo anche la fase ai gironi, i sedicesimi di finale e gli ottavi di finale (oltre a quarti di finale, semifinali e finale come nelle ultime edizioni della Coppa UEFA). La Supercoppa UEFA viene separata e aggregata ai diritti TV della Champions League. Rimangono fuori dai pacchetti dei diritti TV centralizzati solo i turni preliminari, che erano a quel punto ben quattro e sostituivano, oltre ai vecchi due turni preliminari, anche il vecchio primo turno a eliminazione diretta (anticipato ad agosto) e l'intero torneo Intertoto. Una squadra italiana entrava in lizza dal terzo turno preliminare e altre due dal quarto e ultimo turno.
I diritti TV vengono assegnati in esclusiva a Mediaset fino al 2012. Su Premium veniva trasmessa buona parte degli incontri, mentre una gara di ciascun turno, riguardante finché possibile formazioni italiane, andava in onda anche su un canale in chiaro (Rete 4, Italia 1, Mediaset Extra o Italia 2). Nella seconda serata di ogni giovedì di Europa League sugli stessi canali in chiaro andava in onda uno Speciale Europa League, condotto da Mino Taveri, con gli highlights di tutte le altre gare. Inoltre, solo fino al 2011, su Sportitalia andavano in onda in chiaro, a partire dalla mezzanotte tra il venerdì e il sabato, telecronache registrate o ampie sintesi delle migliori partite della settimana, comprese quelle delle squadre italiane.
Per i quattro turni preliminari era rimasta in vigore la vendita soggettiva dei diritti (gestiti dalle società ospitanti gli incontri). Comunque, la maggior parte delle gare delle squadre italiane nei preliminari di questo triennio fu visibile a pagamento su Mediaset Premium, Sky e ContoTV. Fecero eccezione alcune gare di Roma e Lazio della stagione 2009-2010, visibili gratuitamente sulla Rai, su Mediaset e su LA7.

#### 2012-2014: il duopolio di Mediaset e Sky
A partire dal 2012, oltre a Mediaset Premium, anche Sky trasmette l'Europa League a pagamento. La TV di Cologno Monzese confermò inoltre anche i diritti in chiaro, con la partita principale di ogni giovedì sera (a partire dalla fase a gironi) in onda su Canale 5, Italia 1, Rete 4 e Italia 2. Su questi andavano in onda solitamente gli highlights delle altre partite all'interno della trasmissione Europa League Speciale.
Per effetto di una leggera modifica del format del torneo, si ridussero a due i club italiani impegnati nei turni preliminari (per i quali restava soggettiva la vendita dei diritti televisivi): uno entrava in lizza dal terzo turno, e uno dal quarto e ultimo. La maggior parte delle gare delle squadre italiane nei preliminari furono visibili a pagamento (e in alcuni casi solo in pay-per-view) su Mediaset Premium e Sky. Fecero eccezione Hajduk Spalato - Inter del 2012 (visibile gratuitamente su LA7) e Široki Brijeg - Udinese del 2014 (i cui diritti restarono invenduti).

#### 2014-2015: torna l'esclusiva Mediaset
Per la stagione 2014-2015 i diritti esclusivi della competizione tornano alla sola Mediaset, che ripropone la consueta programmazione tra gare in chiaro (una per ogni giornata di gara) e gare criptate (le principali di fase a gironi e sedicesimi di finale e tutte le partite dagli ottavi di finale in poi), oltre agli highlights. Mediaset Premium trasmette in esclusiva anche tutte le gare delle due italiane impegnate nei turni preliminari, ad eccezione di Brommapojkarna - Torino, i cui diritti restano invenduti. Su Mediaset vanno in onda in chiaro tutte le gare di semifinale, in quanto coinvolgenti club italiani, utilizzando però, a causa della contemporaneità, differite e sintesi.

#### 2015-2027: diritti a Sky e DAZN (dal 2021 al 2024)
Dal 2015 i diritti esclusivi dell'Europa League vengono acquistati da Sky, sia per il criptato che per il chiaro. Per la piattaforma satellitare si tratta di un ritorno alla trasmissione della seconda competizione europea per club dopo il biennio 2012-2014. Sono state trasmesse in diretta esclusiva sui canali Sky Sport le migliori partite della fase a gironi e di andata e ritorno dei sedicesimi di finale, tutte le partite di andata e ritorno di ottavi di finale, quarti di finale e semifinali e la finale. La TV satellitare ha la facoltà di trasmettere anche degli incontri in chiaro attraverso il nuovo canale TV8, trasmettendo per ogni turno, oltre a semifinali e finale, uno degli incontri coinvolgenti club italiani. Restano fuori dal pacchetto le gare dei quattro turni preliminari. Le partite della Sampdoria nel terzo turno della stagione 2015-2016 sono state trasmesse in diretta esclusiva e in chiaro sulla Rai, mentre quelle del Sassuolo nel terzo turno e nel play-off della stagione seguente in diretta esclusiva da Sky. Ancora poi le gare preliminari della stagione 2017-2018, che videro protagonista il Milan (terzo e quarto turno), sono state trasmesse in esclusiva e in chiaro da Mediaset (gare in casa) e da Sky con TV8 (gare in trasferta).
Nel triennio 2021-2024 i diritti della competizione vengono condivisi con la piattaforma OTT DAZN, che trasmette integralmente il torneo a partire dalla fase a gironi. Per l'edizione 2022-2023, a causa della normativa AGCOM sulla trasmissione obbligatoria in chiaro delle semifinali riguardanti squadre italiane, Sky cede alla Rai i diritti per la trasmissione in diretta su Rai 1 di due semifinali (una d'andata, Juventus - Siviglia, e una di ritorno, Bayer Leverkusen - Roma); inoltre Sky cede sempre alla Rai i diritti per la finale Siviglia-Roma, trasmessa su Rai 1. Nell'edizione 2023-2024, data la massiccia presenza di squadre italiane alle fasi finali del torneo, la Rai acquista nuovamente da Sky i diritti di trasmissione in chiaro su Rai 1 di cinque partite a partire dai quarti di finale, tra cui il doppio scontro ai quarti tra Milan e Roma, le semifinali d'andata e ritorno della Roma contro il Bayer Leverkusen e la finale Atalanta - Bayer Leverkusen. Dal 2024 torna ad essere Sky il broadcaster esclusivo di tutte le partite, trasmettendo come negli anni precedenti anche una partita in chiaro su TV8 per ogni turno dai play-off alla finale, alternata talvolta con la UEFA Conference League, ma stavolta, come deciso anche per la Champions League, scegliendo la miglior partita di ogni turno tra quelle che non coinvolgono le squadre italiane, le quali fino ai quarti di finale resteranno fruibili solo a pagamento. Solo nel caso di qualificazione per le semifinali di Europa League di almeno una squadra italiana scatterà l'obbligo, per la normativa AGCOM, di trasmissione anche in chiaro di tali partite (sia andata che ritorno).
| Stagione  | Diritti criptati                                                              | Diritti in chiaro                                                                                     |
| --------- | ----------------------------------------------------------------------------- | --- |
| 2007-2008 | ―                                                                             | Sportitalia (quarti di finale, semifinali e finale) LA7 (quarti di finale, semifinali e finale)       |
| 2008-2009 | ―                                                                             | Sportitalia (quarti di finale, semifinali e finale) LA7 (quarti di finale, semifinali e finale)       |
| 2009-2010 | Mediaset Premium                                                              | Mediaset                                                                                              |
| 2010-2011 | Mediaset Premium                                                              | Mediaset                                                                                              |
| 2011-2012 | Mediaset Premium                                                              | Mediaset                                                                                              |
| 2012-2013 | Sky (satellite e streaming) Mediaset Premium (digitale terrestre e streaming) | Mediaset                                                                                              |
| 2013-2014 | Sky (satellite e streaming) Mediaset Premium (digitale terrestre e streaming) | Mediaset                                                                                              |
| 2014-2015 | Mediaset Premium                                                              | Mediaset                                                                                              |
| 2015-2016 | Sky                                                                           | TV8                                                                                                   |
| 2016-2017 | Sky                                                                           | TV8                                                                                                   |
| 2017-2018 | Sky                                                                           | TV8                                                                                                   |
| 2018-2019 | Sky                                                                           | TV8                                                                                                   |
| 2019-2020 | Sky                                                                           | TV8                                                                                                   |
| 2020-2021 | Sky                                                                           | TV8                                                                                                   |
| 2021-2022 | Sky DAZN (streaming)                                                          | TV8                                                                                                   |
| 2022-2023 | Sky DAZN (streaming)                                                          | Rai 1 (2 semifinali e finale) TV8 (una partita per turno dalla fase a gironi ai quarti, 2 semifinali) |
| 2023-2024 | Sky DAZN (streaming)                                                          | Rai 1 (2 quarti, 2 semifinali e finale) TV8 (una partita per turno dalla fase a gironi agli ottavi)   |
| 2024-2025 | Sky                                                                           | TV8 (una partita a giornata, solo squadre estere)                                                     |
| 2025-2026 | Sky                                                                           | TV8 (una partita a giornata, solo squadre estere)                                                     |
| 2026-2027 | Sky                                                                           | TV8 (una partita a giornata, solo squadre estere)                                                     |

### UEFA Conference League
Il 6 febbraio 2021, oltre al rinnovo di UEFA Champions League e UEFA Europa League, Sky annunciò di aver acquistato i diritti di trasmissione della neo-costituita UEFA Europa Conference League per il triennio 2021-2024, competizione alla quale partecipa (partendo dai play-off) la settima classificata alla precedente stagione del massimo campionato di calcio italiano (o la sesta classificata, qualora la vincitrice della Coppa Italia finisse il campionato al massimo al settimo posto). Sky inoltre, come avviene per la UEFA Europa League, trasmette dai play-off un match a settimana di una squadra italiana in chiaro su TV8 (alternandolo talvolta alle partite di Europa League), oltre che la finale. Le migliori partite del torneo vengono trasmesse per il triennio 2021-2024 anche su DAZN.. Il 16 maggio 2023 Sky annuncia il rinnovo dei diritti della UEFA Conference League in esclusiva per il triennio 2024-2027. La trasmissione in chiaro seguirà la stessa regola delle coppe superiori, alternando la trasmissione su TV8 di Europa League e Conference League per ogni giovedì dalla League Phase alla finale, ma questa volta limitatamente ai match che non coinvolgono squadre italiane. Nel caso di qualificazione alle semifinali dell'unica squadra italiana impegnata in tale competizione scatterà l'obbligo AGCOM della trasmissione di entrambi i match (andata e ritorno) anche FTA.
| Stagione  | Diritti criptati     | Diritti in chiaro                                 |
| --------- | -------------------- | ------------------------------------------------- |
| 2021-2022 | Sky DAZN (streaming) | TV8                                               |
| 2022-2023 | Sky DAZN (streaming) | TV8                                               |
| 2023-2024 | Sky DAZN (streaming) | TV8                                               |
| 2024-2025 | Sky                  | TV8 (una partita a giornata, solo squadre estere) |
| 2025-2026 | Sky                  | TV8 (una partita a giornata, solo squadre estere) |
| 2026-2027 | Sky                  | TV8 (una partita a giornata, solo squadre estere) |

### UEFA Nations League
Con la nascita nella stagione 2018-2019 della UEFA Nations League, torneo volto ad eliminare le amichevoli tra squadre nazionali, Rai (con le partite dell'Italia) e Mediaset (con le migliori partite tra nazionali) si spartiscono i match del torneo in chiaro dai gironi sino alle semifinali (dette anche Finals), in cui le due emittenti trasmettono a testa rispettivamente una semifinale e una finale (1º/2º posto o 3º/4º posto). Con l'edizione 2022-23 anche Sky subentrò nell'acquisto dei diritti di trasmissione del torneo per quanto riguarda le migliori partite tra squadre nazionali (Finals incluse), trasmettendo anche alcuni match selezionati in chiaro su TV8. L'edizione 2024-25 vede l'abbandono da parte di Mediaset e Sky della trasmissione delle partite con le migliori nazionali, con la sola Rai unica emittente a trasmettere il torneo con le partite dell'Italia, salvo poi re-inserirsi Sky nella trasmissione delle Finals 2025 sul satellite, con le semifinale e la finale 3°/4° posto in chiaro su TV8 e Cielo, mentre la finale viene trasmessa su Rai 2. 
| Stagione  | Diritti criptati | Diritti in chiaro |
| --------- | --- | --- |
| 2018-2019 | ― | Rai (partite dell'Italia, una semifinale e una finale) Mediaset (due partite a turno, escluse quelle dell'Italia; una semifinale e una finale)                                                                       |
| 2020-2021 | ― | Rai (partite dell'Italia, una semifinale e una finale) Mediaset (due partite a turno, escluse quelle dell'Italia; una semifinale e una finale)                                                                       |
| 2022-2023 | Sky (differita delle partite dell'Italia nella fase a gironi, diretta delle restanti partite della fase a gironi, semifinali e finali) | Rai (partite dell'Italia, una semifinale e una finale) Mediaset (una partita a turno escluse quelle dell'Italia) TV8 (una partita a turno escluse quelle dell'Italia e quelle trasmesse da Mediaset, una semifinale) |
| 2024-2025 | Sky (solo Finals) | TV8 e Cielo (semifinali e finale 3°/4° posto) Rai (partite dell'Italia su Rai 1, finale su Rai 2) |
| 2026-2027 | TBA | TBA |

### Supercoppa UEFA
Molte delle prime stagioni della Supercoppa UEFA sono state ignorate dalle televisioni italiane, e appunto erano visibili in differita su canali internazionali in lingua italiana (Telemontecarlo e Capodistria). Furono queste le prime finali di competizioni europee per club ad essere proposte da TV diverse da quella pubblica italiana.
Barcellona-Milan, gara di andata del 1989, è stata trasmessa sulla Fininvest in lieve differita, avendone acquisito i diritti dalla società spagnola. Anche la gara di ritorno, a Milano, è stata trasmessa sulle reti Fininvest: il torneo si è giocato ad andata e ritorno fino al 1997 (con tre eccezioni nel 1984, nel 1986 e nel 1991) e dunque vigevano i diritti TV soggettivi.
Nel 1990 la competizione era divisa tra Rai e Fininvest. Si trattava di una sfida tutta italiana tra Sampdoria e Milan, con gara di andata a Genova trasmessa dalla TV di stato e gara di ritorno, sul campo neutro di Bologna, trasmessa dal gruppo Fininvest. La Fininvest propose, per la prima volta in diretta, anche l'edizione 1991, giocata in gara unica tra formazioni non italiane. L'edizione 1992 è stata invece trasmessa dalla Rai in differita, anche solamente per la gara di ritorno. Nel 1993 i canali Fininvest hanno mandato in onda sia la gara di andata che quella di ritorno della sfida tutta italiana tra Parma e Milan; la stessa cosa è successa nel 1994 per la doppia sfida Arsenal-Milan.
La stagione 1995 (tra squadre straniere) segna invece il debutto televisivo, in questa competizione, di Telemontecarlo, che ha trasmesso la gara di andata in diretta e quella di ritorno in differita.
L'anno successivo, con la Juventus in lizza, la Supercoppa torna su Mediaset.
Dal 1998 anche la Supercoppa UEFA, allineandosi alle finali delle coppe europee principali, inizia a venir giocata stabilmente in gara unica (a Monte Carlo, già sede dell'edizione 1986). Di conseguenza i diritti televisivi della manifestazione cominciano ad essere gestiti dall'UEFA. In Italia li acquista per prima la Rai, che torna dunque a trasmettere in esclusiva questa manifestazione dal 1998 al 2003 (con la sola eccezione del 1999, quando andò in onda anche su Telemontecarlo).
Nel 2004 la partita va in onda su LA7, per altro in differita per evitare la sovrapposizione con la finale per il bronzo delle Olimpiadi di Atene fra Italia e Iraq. Nel 2005 l'evento torna a Mediaset, mentre nel 2006 debutta Sky: per la prima volta, dunque, la manifestazione fu trasmessa a pagamento in Italia. Nel 2007, con il ritorno di una formazione italiana (come quattro anni prima si trattava del Milan), la Supercoppa torna sulla Rai.
Nel 2008 per la prima volta sono due i canali italiani a trasmettere l'evento: LA7 (visibile a tutti) e Sportitalia (accessibile solo come canale digitale). Questa stagione faceva parte di un pacchetto, acquisito dalle due emittenti, che comprendeva anche gli ultimi turni di Coppa UEFA 2007-2008 e 2008-2009.
Successivamente invece i diritti della Supercoppa vennero aggregati a quelli della Champions League, e quindi le edizioni dal 2009 al 2011 (in particolare quella del 2010 che vide la prima partecipazione dell'Inter) vennero trasmesse addirittura da tre operatori italiani: Rai (in chiaro), Sky (a pagamento via satellite) e Mediaset Premium (a pagamento in digitale terrestre).
Le edizioni 2012 e 2013 vennero trasmesse in chiaro da Mediaset e a pagamento da Mediaset Premium e Sky.
Mediaset trasmise in esclusiva e in chiaro l'edizione 2014 e sia in chiaro che a pagamento su Mediaset Premium le edizioni 2015, 2016 e 2017, mentre le edizioni 2018, 2019 e 2020 andarono in diretta esclusiva e a pagamento su Sky e in chiaro su Rai (2018) e Mediaset (2019 e 2020).
Amazon si aggiudicò i diritti per la trasmissione in esclusiva delle edizioni 2021, 2022 e 2023 attraverso il proprio servizio di streaming a pagamento Prime Video. Sky si riprenderà i diritti di trasmissione del trofeo nel triennio successivo per le edizioni 2024, 2025 e 2026.
| Stagione | Diritti criptati     | Diritti in chiaro                                        |
| -------- | -------------------- | -------------------------------------------------------- |
| 1973     | ―                    | Rai (andata in diretta, ritorno in differita)            |
| 1977     | ―                    | Rai (ritorno in differita)                               |
| 1982     | ―                    | Rai (andata in differita) Telemontecarlo (ritorno)       |
| 1983     | ―                    | Telemontecarlo (ritorno)                                 |
| 1984     | ―                    | Rai                                                      |
| 1986     | ―                    | Rai Telemontecarlo                                       |
| 1987     | ―                    | Rai Telemontecarlo                                       |
| 1988     | ―                    | TV Koper-Capodistria Rete Mia (ritorno)                  |
| 1989     | ―                    | Fininvest (differita)                                    |
| 1990     | ―                    | Rai (andata) Fininvest (ritorno in differita)            |
| 1991     | ―                    | Fininvest                                                |
| 1992     | ―                    | Rai (ritorno in differita)                               |
| 1993     | ―                    | Fininvest                                                |
| 1994     | ―                    | Fininvest                                                |
| 1995     | ―                    | Telemontecarlo (andata in diretta, ritorno in differita) |
| 1996     | ―                    | Mediaset                                                 |
| 1998     | ―                    | Rai                                                      |
| 1999     | ―                    | Rai Telemontecarlo                                       |
| 2000     | ―                    | Rai                                                      |
| 2001     | ―                    | Rai                                                      |
| 2002     | ―                    | Rai                                                      |
| 2003     | ―                    | Rai                                                      |
| 2004     | ―                    | LA7 (differita)                                          |
| 2005     | ―                    | Mediaset                                                 |
| 2006     | Sky                  | ―                                                        |
| 2007     | ―                    | Rai                                                      |
| 2008     | ―                    | LA7 Sportitalia                                          |
| 2009     | Mediaset Premium Sky | Rai                                                      |
| 2010     | Mediaset Premium Sky | Rai                                                      |
| 2011     | Mediaset Premium Sky | Rai                                                      |
| 2012     | Mediaset Premium Sky | Mediaset                                                 |
| 2013     | Mediaset Premium Sky | Mediaset                                                 |
| 2014     | ―                    | Mediaset                                                 |
| 2015     | Mediaset Premium     | Mediaset                                                 |
| 2016     | Mediaset Premium     | Mediaset                                                 |
| 2017     | Mediaset Premium     | Mediaset                                                 |
| 2018     | Sky                  | Rai                                                      |
| 2019     | Sky                  | Mediaset                                                 |
| 2020     | Sky                  | Mediaset                                                 |
| 2021     | Prime Video          | ―                                                        |
| 2022     | Prime Video          | ―                                                        |
| 2023     | Prime Video          | ―                                                        |
| 2024     | Sky                  | ―                                                        |
| 2025     | Sky                  | ―                                                        |
| 2026     | Sky                  | ―                                                        |

### Coppa Intercontinentale e Coppa del mondo per club FIFA

#### 1963-1973: il monopolio della Rai sulla Coppa Intercontinentale
Fino al 2004 la competizione per club che assegnava il titolo di squadra più forte del mondo era, per tutti, la Coppa Intercontinentale (poi Coppa Europeo-Sudamericana). Vi partecipavano due sole squadre, in rappresentanza dei due continenti maggiori. Il torneo, organizzato da UEFA e CONMEBOL, si giocava, per le prime 18 edizioni (dal 1960 al 1979, tenendo conto che saltò il 1975 e il 1978), con gare di andata e ritorno (a parte la stagione 1973 giocata in gara unica a Roma). In quattro occasioni si era resa necessaria anche una terza partita di spareggio. In Italia queste partite sono state trasmesse sulla Rai, principalmente nelle edizioni in cui era impegnata una squadra italiana (Milan nel 1963 e nel 1969, Inter nel 1964 e nel 1965, Juventus nel 1973), ma anche in altre occasioni, come le stagioni 1966, 1967 e 1972. Le maggiori difficoltà erano legate alle trasmissioni via satellite delle partite disputate in Sudamerica.

#### 1984-1991: il monopolio della Fininvest
Dal 1980 in poi la Coppa Intercontinentale si disputava in gara unica e sul campo neutro di Tokyo. Sponsor principale della manifestazione era diventato la casa automobilistica giapponese Toyota, per cui il trofeo prese anche il nome di Toyota Cup. Neanche la nuova formula in terra nipponica favorì televisivamente l'evento: la prima edizione teletrasmessa in Italia, seppur in differita, fu quella del 1983 su Rete 4, seguita da quella del 1984, su Canale 5. Soprattutto, sulla rete Fininvest andò in onda in diretta l'edizione successiva, ovvero la sfida tra Juventus e Argentinos Juniors del 1985: sono queste le prime importanti finali calcistiche ad essere teletrasmesse in Italia in esclusiva da una televisione privata. Ciò tra l'altro impedì a molti tifosi di vedere la diretta (all'orario italiano delle 04:00 del mattino, corrispondente alle 12:00 giapponesi), dal momento che l'emittente milanese non raggiungeva ancora l'intero territorio nazionale. La Fininvest trasmise anche edizioni successive della Coppa Intercontinentale: in particolare Milan-Nacional Medellin del 1989 e Milan-Olimpia Asuncion del 1990 (entrambe trasmesse in leggera differita nella notte e poi replicate nel corso della giornata). Andò in onda anche l'edizione del 1991 (per la prima volta in diretta) pur senza formazioni italiane in lizza.

#### 1992-1996: il monopolio di TELE+
Dal 1992 al 1994 la Coppa Intercontinentale fu visibile a pagamento su TELE+2. In particolare, ciò riguardò le edizioni disputate dal Milan nel 1993 contro il San Paolo e nel 1994 contro il Vélez Sarsfield. Nel primo caso TELE+ propose in chiaro una replica dell'incontro nella tarda mattinata. L'edizione 1994 vide, invece, una variazione dell'orario di inizio, alle 19:15: l'orario italiano diventava così decisamente più comodo (alle 11:15). La replica in chiaro dell'incontro andò in onda in seconda serata su Italia 1. TELE+ propose anche l'edizione 1996, tra Juventus e River Plate. La partita venne replicata in chiaro in seconda serata su Rete 4.

#### 1997-2003: la Coppa Intercontinentale suddivisa tra Telemontecarlo, Stream, LA7 e Mediaset
Tra le edizioni senza squadre italiane in lizza, si ricordano quelle del 1997 e del 1998 in onda su Telemontecarlo in differita, quelle del 1999 e del 2000 proposte a pagamento da Stream TV, e quella del 2002 (in cui l'evento si era spostato da Tokyo alla vicina Yokohama) in onda su LA7. In altre occasioni la competizione non è stata teletrasmessa in Italia (anche se a volte poteva essere seguita attraverso canali stranieri via satellite).
Nel frattempo, nel 2000 la FIFA organizzò la prima edizione del campionato mondiale per club, disputatasi in Brasile con la partecipazione di otto squadre provenienti da tutti i continenti. L'esperimento restò isolato (e le previste edizioni successive furono annullate) a causa dello scarso interesse suscitato nei confronti dei grandi network televisivi internazionali, che snobbarono l'evento. La Coppa Intercontinentale continuava a rappresentare la vera sfida per l'assegnazione del titolo di campione del mondo per club, anche senza l'egida della FIFA.
Nel 2003 la Coppa Intercontinentale torna sulle reti Mediaset in chiaro, in occasione della sfida tra Milan e Boca Juniors.

#### 2004-2006: il monopolio di Sportitalia sulla Coppa Intercontinentale e sulla successiva Coppa del mondo per club
L'ultima edizione della Toyota Cup, senza squadre italiane, andò in onda sulla neonata Sportitalia, nel 2004. Sulla stessa rete andarono in onda anche, negli anni successivi, due stagioni della nuova competizione che ne prese il posto: l'accordo tra FIFA, UEFA, CONMEBOL e Toyota consentì infatti la nascita ufficiale della Coppa del mondo per club FIFA. L'organizzazione passava così al massimo organismo calcistico mondiale, mentre la casa automobilistica giapponese restava sponsor della manifestazione, che fino al 2008 si sarebbe tenuta in terra nipponica. Le squadre partecipanti salirono da due a sei (una per ogni continente) con una formula ad eliminazione diretta.
In Italia, la stagione 2006 fu visibile solo sulle TV digitali terrestri o satellitari (comunque in chiaro), poiché Sportitalia aveva cessato le trasmissioni analogiche.

#### 2007-2012: il monopolio di Mediaset Premium
Dal 2007 al 2012 la competizione andò in onda in esclusiva e a pagamento su Mediaset Premium. Le squadre partecipanti salirono da sei a sette grazie all'ammissione di una squadra del paese ospitante. Della finale per il 1º e 2º posto del 2007, riguardante il Milan, venne anche trasmessa una sintesi in chiaro su Rete 4. Nel 2009 e nel 2010 la Coppa lascia per la prima volta il Giappone (a parte l'edizione pilota del 2000 svoltasi in Brasile) per disputarsi negli Emirati Arabi Uniti. L'edizione 2010 vide di nuovo in lizza un club italiano, l'Inter, ma stavolta Mediaset non propose sintesi in chiaro delle gare dei nerazzurri. La coppa tornò poi in Giappone per le edizioni 2011 e 2012.

#### 2015-2016: il monopolio della Rai
Nel 2013 e nel 2014 la manifestazione lascia per la prima volta l'Asia (sempre senza tener conto della stagione 2000) per approdare in Africa, precisamente in Marocco. Tuttavia nessuna emittente televisiva italiana trasmise queste due stagioni, mentre nel 2015 e nel 2016, quando la manifestazione torna a disputarsi in Giappone, è la Rai a trasmetterne tutte le partite in diretta.

#### 2017-2023: la Coppa del mondo per club tra Fox Sports, Mediaset e Sky
Nel 2017 la manifestazione, assegnata agli Emirati Arabi Uniti per due anni, va in onda su Fox Sports, mentre nel 2018 nessuna emittente italiana scelse di mandarla in onda. Nelle edizioni 2019 e 2020 il torneo, organizzato in Qatar, torna a Mediaset, che ne trasmette le partite sul 20. L'edizione del 2021 (svoltasi nuovamente negli Emirati Arabi Uniti) non viene mandata in onda da nessuna emittente, mentre l'edizione 2022 (disputata in Marocco) viene mandata in onda sui canali Sky. Nel 2023, ultima edizione con la formula annuale, il torneo viene organizzato stavolta in Arabia Saudita e viene trasmesso per la prima volta su YouTube dal canale "Cronache di Spogliatoio".

#### 2025: la nuova Coppa del mondo per club a 32 squadre in esclusiva mondiale su DAZN
Durante il mondiale di Qatar 2022, il presidente della FIFA Gianni Infantino annuncia, dopo diversi rinvii, il nuovo format del Mondiale per Club, che passa da annuale a quadriennale e viene allargato a 32 squadre, con partenza nel 2025: la manifestazione si è giocata negli Stati Uniti tra le vincitrici delle varie coppe continentali delle ultime quattro stagioni e le migliori formazioni per ranking delle sei confederazioni affiliate alle FIFA. Il 4 dicembre 2024 viene annunciato l'accordo globale tra FIFA e DAZN, che ne trasmette tutte le 63 partite dell'edizione 2025 gratuitamente sulla sua piattaforma OTT, con la migliore partita giornaliera del torneo trasmessa sulla reti Mediaset in chiaro fino alla finale.
| Stagione | Diritti criptati     | Diritti in chiaro                                          |
| -------- | -------------------- | ---------------------------------------------------------- |
| 1963     | ―                    | Rai (gara di spareggio in differita)                       |
| 1964     | ―                    | Rai (andata in differita, in diretta la gara di spareggio) |
| 1965     | ―                    | Rai (andata in diretta, ritorno in differita)              |
| 1966     | ―                    | Rai (ritorno in differita)                                 |
| 1967     | ―                    | Rai (andata in differita)                                  |
| 1969     | ―                    | Rai                                                        |
| 1972     | ―                    | Rai (ritorno)                                              |
| 1973     | ―                    | Rai (in differita)                                         |
| 1983     | ―                    | Rete 4 (in differita)                                      |
| 1984     | ―                    | Fininvest (in differita)                                   |
| 1985     | ―                    | Fininvest                                                  |
| 1986     | ―                    | Fininvest (in differita)                                   |
| 1987     | ―                    | Fininvest (in differita)                                   |
| 1988     | ―                    | TV Koper-Capodistria                                       |
| 1989     | ―                    | Fininvest (in differita)                                   |
| 1990     | ―                    | Fininvest (in differita)                                   |
| 1991     | ―                    | Fininvest                                                  |
| 1992     | TELE+/TELE+ Digitale | ―                                                          |
| 1993     | TELE+/TELE+ Digitale | ―                                                          |
| 1994     | TELE+/TELE+ Digitale | Fininvest (in differita)                                   |
| 1995     | TELE+/TELE+ Digitale | Fininvest (in differita)                                   |
| 1996     | TELE+/TELE+ Digitale | Mediaset (in differita)                                    |
| 1997     | ―                    | Telemontecarlo (in differita)                              |
| 1998     | ―                    | Telemontecarlo (in differita)                              |
| 1999     | Stream TV            | ―                                                          |
| 2000     | Stream TV            | ―                                                          |
| 2001     | Stream TV            | ―                                                          |
| 2002     | ―                    | LA7                                                        |
| 2003     | ―                    | Mediaset                                                   |
| 2004     | ―                    | Sportitalia                                                |
| 2005     | ―                    | Sportitalia                                                |
| 2006     | ―                    | Sportitalia                                                |
| 2007     | Mediaset Premium     | ―                                                          |
| 2008     | Mediaset Premium     | ―                                                          |
| 2009     | Mediaset Premium     | ―                                                          |
| 2010     | Mediaset Premium     | ―                                                          |
| 2011     | Mediaset Premium     | ―                                                          |
| 2012     | Mediaset Premium     | ―                                                          |
| 2013     | ―                    | ―                                                          |
| 2014     | ―                    | ―                                                          |
| 2015     | ―                    | Rai                                                        |
| 2016     | ―                    | Rai                                                        |
| 2017     | Fox Sports           | ―                                                          |
| 2018     | ―                    | ―                                                          |
| 2019     | ―                    | Mediaset                                                   |
| 2020     | ―                    | Mediaset                                                   |
| 2021     | ―                    | ―                                                          |
| 2022     | Sky                  | ―                                                          |
| 2023     | ―                    | Youtube                                                    |
| 2025     | ―                    | DAZN, Mediaset (23 partite)                                |

### Coppa Intercontinentale FIFA
Contestualmente all'allargamento del Mondiale per club a 32 squadre, la FIFA ha creato un nuovo torneo annuale, la Coppa Intercontinentale FIFA, che riprende in parte il precedente format del Mondiale per club (avuto fino al 2023) in cui si affrontano i vincitori continentali annuali delle sei confederazioni affiliate alla FIFA. La prima edizione si è giocata nel 2024 ed è stata trasmessa gratuitamente su DAZN e la piattaforma FIFA+.
| Stagione | Diritti criptati | Diritti in chiaro |
| -------- | ---------------- | ----------------- |
| 2024     | ―                | DAZN, FIFA+       |
| 2025     | ―                | TBA               |

### La Nazionale italiana in TV
Gli incontri della nazionale di calcio dell'Italia sono trasmessi in televisione, nel territorio italiano, dall'emittente pubblica Rai che ne detiene i diritti in chiaro (fino al 2028). Tra l'altro, gli incontri degli Azzurri in competizioni ufficiali devono essere trasmessi in chiaro e in diretta in quanto rientranti nell'elenco degli «eventi di particolare rilevanza per la società di cui deve essere assicurata la diffusione su palinsesti in chiaro», redatto nel 2012 dall'Autorità per le garanzie nelle comunicazioni. Poiché negli ultimi anni la Rai e Sky Italia si sono divisi i diritti televisivi dei più importanti tornei di calcio per nazionali, gli incontri dell'Italia in questi eventi sono andati in onda anche in pay Tv su Sky Sport.

#### Le Nazionali giovanili e la Nazionale olimpica
Tra le nazionali giovanili, l'unica che gode di una presenza televisiva costante è la Under-21. La Rai trasmette tutte le partite amichevoli e ufficiali di questa rappresentativa. In passato solo in pochissime occasioni sono stati altri operatori televisivi a occuparsene: tra queste, Svizzera-Italia del giugno 1999, valida per la qualificazione al campionato europeo Under-21 del 2000 in Slovacchia, trasmessa da Telemontecarlo. La fase finale di quest'ultimo campionato europeo e quella successiva del 2002 in Svizzera vennero entrambe proposte da Mediaset (gare dell'Italia e gare più importanti in chiaro) e TELE+ (restanti gare a pagamento).
Per quel che riguarda la Nazionale olimpica (coincidente fino al 1952 con la Nazionale maggiore, a parte le limitazioni sul professionismo), la trasmissione televisiva dei tornei olimpici di calcio è legata ai diritti TV dell'intera manifestazione a cinque cerchi.
In Italia la Rai ha storicamente trasmesso i giochi olimpici invernali ed estivi in esclusiva, e dunque anche i tornei olimpici di calcio, dal 1956 al 1980. In realtà in questo periodo la rappresentativa olimpica di calcio dell'Italia, che era di fatto una Nazionale giovanile Under-23, prese parte solo ai giochi di Roma del 1960 in qualità di paese ospitante, mentre non si iscrisse ai giochi del 1956, del 1968 e del 1976, rinunciò a quelli del 1964 (pur avendo conquistato regolarmente la qualificazione) e non si qualificò per quelli del 1972 e del 1980 (in quest'ultimo caso si trattava della Nazionale Under-21, guidata da Azeglio Vicini).
Le edizioni dei giochi (estivi e invernali) disputatesi fra il 1984 e il 1994 vennero trasmesse, oltre che dalla Rai, anche da Telemontecarlo e (nella sola edizione invernale ed estiva 1988) TV Koper-Capodistria, all'epoca di proprietà di Fininvest, mentre dal 1996 al 2008 la Rai torna ad avere l'esclusiva dei giochi olimpici invernali ed estivi. Inoltre, per i soli giochi estivi di Sydney 2000, alcune gare non calcistiche furono oggetto di trasmissione criptata da parte di TELE+: fu la prima volta che un'edizione dei giochi olimpici veniva trasmessa in diretta anche da un'emittente televisiva a pagamento, seppur in parte (i diritti principali erano comunque in mano alla Rai). Ai giochi di Los Angeles 1984 e di Seul 1988 il torneo di calcio era riservato alle "nazionali B", composte praticamente da giocatori di riserva delle nazionali maggiori (non vi erano più vincoli di età, ma erano eleggibili solo quei calciatori che non avessero mai disputato, con la maglia della propria nazionale maggiore, gare valide per il Campionato Mondiale o anche solo per le qualificazioni al Campionato Mondiale). Nel 1984 la rappresentativa azzurra guidata da Enzo Bearzot e Cesare Maldini, in un primo momento esclusa nella fase di qualificazione, fu poi riammessa ai giochi (dopo 24 anni di assenza) per ripescaggio, dovuto al boicottaggio di molte nazionali dell'Est europeo. Nel 1988 invece gli azzurri vennero guidati da Dino Zoff nelle qualificazioni e poi da Francesco Rocca nella competizione sudcoreana (Rocca era il vice di Zoff ma gli succedette dopo il passaggio dell'ex portiere azzurro sulla panchina della Juventus). In entrambi i giochi olimpici disputati con la nazionale B l'Italia si classificò quarta, come nell'ultima partecipazione nel 1960. La Rai trasmise anche le gare di qualificazione. A partire da Barcelona 1992 il torneo olimpico di calcio fu riservato alle nazionali giovanili under 23, ammettendo però dalla successiva edizione olimpica (Atlanta 1996) l'utilizzo di un massimo di tre fuori quota. Per l'Europa il torneo di qualificazione fu abolito, perché da allora le nazionali europee ammesse alla competizione olimpica sono le migliori classificate dell'ultimo Campionato Europeo under 21.
Dal 2010 al 2014, i giochi olimpici vennero trasmessi anche a pagamento, con le gare di tutte le discipline trasmesse in esclusiva da Sky: per la prima volta tutte le gare dei Giochi Olimpici venivano integralmente trasmesse da una TV a pagamento. La Rai propose le immagini in chiaro di una selezione di eventi, per un totale di 100 ore di trasmissione nei giochi invernali 2010 e di 200 ore nei giochi estivi 2012 (ai quali comunque gli azzurrini del calcio non si qualificarono). Invece le gare dei giochi invernali di Sochi 2014, per la prima volta nella storia della TV in Italia, non furono trasmesse dalla Rai (che si limitò ai soli highlights): le 100 ore di eventi live in chiaro sono state garantite dalla stessa Sky con il proprio canale terrestre Cielo.
Per i giochi estivi di Rio de Janeiro 2016 la Rai trasmise in diretta esclusiva tutte le gare, con Sky che si limitò a trasmettere gli highlights, mentre i diritti televisivi per le edizioni dei giochi olimpici invernali ed estivi dal 2018 al 2032 vennero acquisiti da Eurosport (Warner Bros. Discovery); la Rai, fino al 2024 tramite accordi con Warner Bros. Discovery (che era obbligata a sub-cedere o trasmettere in chiaro una parte degli eventi) e dal 2026 al 2032 in maniera diretta in quanto facente parte dell'EBU che ne ha co-acquisito i diritti tv, ha garantito 100 ore di diretta non esclusiva in chiaro per l'edizione invernale 2018 (a Pyeongchang), 200 ore di diretta non esclusiva in chiaro per l'edizione 2020 (a Tokyo) e 130 ore di diretta non esclusiva in chiaro per l'edizione invernale 2022 (a Pechino) e garantirà 360 ore di diretta non esclusiva in chiaro per l'edizione 2024 (a Parigi), 250 ore di diretta non esclusiva in chiaro per l'edizione 2026 (a Milano e Cortina), almeno 200 ore di diretta non esclusiva in chiaro per le edizioni 2028 (a Los Angeles) e 2032 (a Brisbane) e almeno 100 ore di diretta non esclusiva in chiaro per l'edizione 2030.
| Edizione               | Diritti criptati                     | Diritti in chiaro                       |
| ---------------------- | ------------------------------------ | --------------------------------------- |
| Cortina d'Ampezzo 1956 | ―                                    | Rai                                     |
| Melbourne 1956         | ―                                    | Rai                                     |
| Squaw Valley 1960      | ―                                    | Rai                                     |
| Roma 1960              | ―                                    | Rai                                     |
| Innsbruck 1964         | ―                                    | Rai                                     |
| Tokyo 1964             | ―                                    | Rai                                     |
| Grenoble 1968          | ―                                    | Rai                                     |
| Città del Messico 1968 | ―                                    | Rai                                     |
| Sapporo 1972           | ―                                    | Rai                                     |
| Monaco 1972            | ―                                    | Rai                                     |
| Innsbruck 1976         | ―                                    | Rai                                     |
| Montréal 1976          | ―                                    | Rai                                     |
| Lake Placid 1980       | ―                                    | Rai                                     |
| Mosca 1980             | ―                                    | Rai                                     |
| Sarajevo 1984          | ―                                    | Rai Telemontecarlo                      |
| Los Angeles 1984       | ―                                    | Rai Telemontecarlo                      |
| Calgary 1988           | ―                                    | Rai Telemontecarlo TV Koper-Capodistria |
| Seul 1988              | ―                                    | Rai Telemontecarlo TV Koper-Capodistria |
| Albertville 1992       | ―                                    | Rai Telemontecarlo                      |
| Barcellona 1992        | ―                                    | Rai Telemontecarlo                      |
| Lillehammer 1994       | ―                                    | Rai Telemontecarlo                      |
| Atlanta 1996           | ―                                    | Rai                                     |
| Nagano 1998            | ―                                    | Rai                                     |
| Sydney 2000            | TELE+/TELE+ Digitale (alcuni eventi) | Rai                                     |
| Salt Lake City 2002    | ―                                    | Rai                                     |
| Atene 2004             | ―                                    | Rai                                     |
| Torino 2006            | ―                                    | Rai                                     |
| Pechino 2008           | ―                                    | Rai                                     |
| Vancouver 2010         | Sky                                  | Rai (100 ore)                           |
| Londra 2012            | Sky                                  | Rai (200 ore)                           |
| Soči 2014              | Sky                                  | Cielo (100 ore) Rai (highlights)        |
| Rio de Janeiro 2016    | Sky (highlights)                     | Rai                                     |
| Pyeongchang 2018       | Eurosport                            | Rai (100 ore)                           |
| Tokyo 2020             | Eurosport Discovery+ (streaming)     | Rai (200 ore)                           |
| Pechino 2022           | Eurosport Discovery+ (streaming)     | Rai (100 ore)                           |
| Parigi 2024            | Eurosport Discovery+ (streaming)     | Rai (360 ore)                           |
| Milano-Cortina 2026    | Eurosport Discovery+ (streaming)     | Rai (250 ore)                           |
| Los Angeles 2028       | Eurosport Discovery+ (streaming)     | Rai (200 ore)                           |
| Alpi francesi 2030     | Eurosport Discovery+ (streaming)     | Rai (100 ore)                           |
| Brisbane 2032          | Eurosport Discovery+ (streaming)     | Rai (200 ore)                           |

### Campionato europeo
La Rai ha proposto in esclusiva il campionato europeo di calcio fin dalla prima edizione del 1960, in Francia. La prima edizione visibile a colori fu quella del 1980, giocata proprio in Italia. Le edizioni disputatesi tra il 1984 e il 2000 andarono in onda anche su Telemontecarlo. Dal 2004 al 2012 la Rai torna a trasmettere in esclusiva la manifestazione continentale, mentre nelle edizioni dal 2016 al 2024, così come era avvenuto per i mondiali di calcio dal 2006 al 2014, Sky trasmette tutte le 51 partite di cui 24 in diretta esclusiva e le restanti 27 (31 nell'edizione 2024), incluse quelle giocate dall'Italia, trasmesse in diretta non esclusiva anche dalla Rai.
| Edizione                 | Diritti criptati | Diritti in chiaro                        |
| ------------------------ | ---------------- | ---------------------------------------- |
| Francia 1960             | ―                | Rai                                      |
| Spagna 1964              | ―                | Rai                                      |
| Italia 1968              | ―                | Rai                                      |
| Belgio 1972              | ―                | Rai                                      |
| Jugoslavia 1976          | ―                | Rai                                      |
| Italia 1980              | ―                | Rai                                      |
| Francia 1984             | ―                | Rai Telemontecarlo                       |
| Germania Ovest 1988      | ―                | Rai, Telemontecarlo TV Koper-Capodistria |
| Svezia 1992              | ―                | Rai Telemontecarlo                       |
| Inghilterra 1996         | ―                | Rai Telemontecarlo                       |
| Belgio-Paesi Bassi 2000  | ―                | Rai Telemontecarlo                       |
| Portogallo 2004          | ―                | Rai                                      |
| Austria-Svizzera 2008    | ―                | Rai                                      |
| Polonia-Ucraina 2012     | ―                | Rai                                      |
| Francia 2016             | Sky              | Rai (27 partite)                         |
| EURO 2020                | Sky              | Rai (27 partite)                         |
| Germania 2024            | Sky              | Rai (31 partite)                         |
| Regno Unito-Irlanda 2028 | ―                | Rai                                      |

### Campionato mondiale
La Rai trasmette il Campionato mondiale di calcio fin dall'edizione del 1954 in Svizzera, quando la TV in Italia aveva solo pochi mesi di vita. Sono state trasmesse anche gare dell'edizione del 1958 in Svezia, nonostante la nazionale italiana non si fosse qualificata per la fase finale. L'edizione 1962 in Cile (la prima a disputarsi lontano dall'Europa dopo l'avvento della TV) non poteva essere seguita in diretta dai telespettatori italiani, a causa dell'inefficienza dei collegamenti satellitari: le partite venivano registrate e trasmesse dalla Rai il giorno seguente allo svolgimento. L'edizione 1978 in Argentina fu la prima ricevibile a colori. Nel 1980 in occasione della Coppa d'Oro dei Campioni del Mondo i diritti televisivi per la prima volta furono assegnati a Canale 5 a cui seguirono le proteste della Rai che fino a quel momento deteneva il monopolio.
A partire dall'edizione 1982 in Spagna, i calendari organizzati dalla FIFA venivano incontro alle esigenze televisive, permettendo alle TV di trasmettere praticamente tutti gli incontri in diretta e limitando allo stretto indispensabile il numero di partite disputate in contemporanea. Le edizioni dal 1982 al 1998 andavano in onda anche su Telemontecarlo, mentre nel 1986 furono trasmesse anche da TV Koper-Capodistria. Nel 2002 la Rai torna ad avere l'esclusiva dell'intera competizione.
Dal 2006 al 2014, invece, 39 delle 64 partite della kermesse iridata vanno in onda in esclusiva su Sky; la Rai invece acquista i diritti per trasmettere in chiaro le rimanenti 25 partite, una a scelta per ogni giorno di gare, non in esclusiva (anche questi incontri vennero comunque trasmessi da Sky). Fra queste gare erano sempre comprese la partita inaugurale, tutti gli incontri della nazionale italiana, quattro incontri degli ottavi di finale, due dei quarti di finale e tutti gli incontri delle semifinali e la finale. Nel 2018 i Mondiali tornano ad essere trasmessi integralmente in chiaro dopo 16 anni: con la mancata qualificazione della nazionale italiana e la successiva rinuncia di Rai e Sky ad acquistarne i diritti, vennero trasmessi per la prima volta da Mediaset. Anche per l'edizione 2022, con la seconda mancata qualificazione consecutiva della nazionale italiana, tutte le 64 partite della competizione vennero trasmesse in esclusiva e in chiaro, stavolta dalla RAI come accaduto 20 anni prima nell'edizione (Corea del Sud-Giappone 2002).
| Edizione                        | Diritti criptati | Diritti in chiaro                       |
| ------------------------------- | ---------------- | --------------------------------------- |
| Svizzera 1954                   | ―                | Rai                                     |
| Svezia 1958                     | ―                | Rai                                     |
| Cile 1962                       | ―                | Rai (in differita)                      |
| Inghilterra 1966                | ―                | Rai                                     |
| Messico 1970                    | ―                | Rai                                     |
| Germania Ovest 1974             | ―                | Rai                                     |
| Argentina 1978                  | ―                | Rai                                     |
| Spagna 1982                     | ―                | Rai Telemontecarlo                      |
| Messico 1986                    | ―                | Rai Telemontecarlo TV Koper-Capodistria |
| Italia 1990                     | ―                | Rai Telemontecarlo                      |
| Stati Uniti 1994                | ―                | Rai Telemontecarlo                      |
| Francia 1998                    | ―                | Rai Telemontecarlo                      |
| Corea del Sud-Giappone 2002     | ―                | Rai                                     |
| Germania 2006                   | Sky              | Rai (25 partite)                        |
| Sudafrica 2010                  | Sky              | Rai (25 partite)                        |
| Brasile 2014                    | Sky              | Rai (25 partite)                        |
| Russia 2018                     | ―                | Mediaset                                |
| Qatar 2022                      | ―                | Rai                                     |
| Stati Uniti-Messico-Canada 2026 | TBA              | TBA                                     |
| Spagna-Portogallo-Marocco 2030  | TBA              | TBA                                     |

### Confederations Cup
Le prime due stagioni che a posteriori furono riconosciute come il debutto della Confederations Cup non furono trasmesse in Italia, mentre la terza, e prima con tale nome, andò in onda su Telemontecarlo. Nel 2001 andò in esclusiva su TELE+, mentre nel 2003 andò anche in chiaro, seppur a livello locale, da Antennatre. Dal 2005 al 2017, sempre a pagamento, il torneo andò in onda integralmente su Sky, mentre nel 2009 e nel 2013 (con l'Italia a prendervi parte) l'intero torneo andò anche in chiaro sulla Rai.
| Edizione                    | Diritti criptati     | Diritti in chiaro |
| --------------------------- | -------------------- | ----------------- |
| Arabia Saudita 1997         | ―                    | Telemontecarlo    |
| Corea del Sud-Giappone 2001 | TELE+/TELE+ Digitale | ―                 |
| Francia 2003                | TELE+/TELE+ Digitale | Antennatre        |
| Germania 2005               | Sky                  | ―                 |
| Sudafrica 2009              | Sky                  | Rai               |
| Brasile 2013                | Sky                  | Rai               |
| Russia 2017                 | Sky                  | ―                 |

### Finalissima
| Edizione | Diritti criptati | Diritti in chiaro |
| -------- | ---------------- | ----------------- |
| 2022     | ―                | Rai               |
| 2026     | TBA              | TBA               |

## Campionati esteri visibili in Italia
La vigente distribuzione dei diritti sui campionati esteri è la seguente:
- Sky Italia: Premier League, Bundesliga, Ligue 1, 2. Bundesliga, DFB-Pokal, Supercoppa di Germania
- DAZN Italia: La Liga (con best of La Liga2), Liga Portugal, National League (con best of North e South)
- Mediapason: Copa del Rey e Supercoppa spagnola
- ComoTV: Eredivisie, Super League Greece, Scottish Premiership, Scottish Championship, Hrvatska nogometna liga, Copa Libertadores, Copa Sudamericana, Liga de Football Profesional, Greece Cup, Scottish Cup
- OneFootball: Bundesliga (Austria), Superligaen, Eliteserien, Veikkausliiga, Besta Deild Karla, Premier-Liha, Ekstraklasa, Slovak Liga, Virsliga, NIFL League, Kazakhstan Premier Ligasy, 3. Liga, Regionalliga, AFC Champions League, K-League, Indian Super League, Campionato Carioca, DFB-Pokal ed infine le altre partite di Roshni Saudi League
- Discovery+: Allsvenskan
- Sportitalia: Roshni Saudi League
- Apple TV: MLS
- YouTube: A-League, Egypt Premier League, J-League, Championnat du Maroc, Championnat National, Liga 3,Vyšėjšaja Liha

## Conseguenze sull'aspetto agonistico
Con il passare del tempo l'influsso delle televisioni, il cui potere è andato in crescendo, ha riversato i canoni delle stesse anche sull'aspetto sportivo. Le istituzioni calcistiche si sono dunque viste costrette a ridefinire, talvolta in maniera radicale, i calendari e formati delle competizioni secondo esigenze di matrice mediatica più che agonistica. La circostanza ha, tra l'altro, portato alla nascita del cosiddetto calcio spezzatino, fenomeno che nel contesto europeo ha riscontrato feroci polemiche.
Per quanto riguarda lo scenario italiano va invece evidenziata una progressiva frammentazione degli orari, segnalando in particolare il sacrificio del pomeriggio domenicale. Gli attriti sorti tra enti di trasmissione e società hanno talvolta generato situazioni complicate, tra cui l'inizio in ritardo del campionato 2002-2003 per il mancato accordo sui diritti televisivi.

### Orari di gioco dei campionati
Il XX secolo era caratterizzato dall'organizzazione lineare dei campionati, con la disputa in contemporanea di tutti gli incontri nel pomeriggio domenicale (sebbene l'orario fosse variabile, tra le 14:30 e le 16:30, in funzione di fattori climatici). Un primo cambiamento si è registrato nel 1993, con l'introduzione regolare di un posticipo per la massima serie e di un anticipo per il torneo cadetto; l'applicazione di tale format non aveva luogo durante le giornate conclusive, per non gravare eccessivamente sull'aspetto sportivo. Sul finire degli anni '90 si registra un'ulteriore evoluzione, prevedendo con cadenza fissa due anticipi al sabato e un posticipo serale la domenica: l'introduzione è stata pensata per garantire un adeguato riposo alle squadre iscritte alle competizioni europee, il cui calendario era generalmente riferito al martedì e mercoledì. Un'importante novità per il campionato è sorta nel 1999, quando la Lega Calcio fissa le 15:00 come orario unico per le gare della domenica pomeriggio, senza più oscillazioni dovute al clima.
La spalmatura degli incontri su più orari è l'aspetto che ha maggiormente contraddistinto il XXI secolo, dando origine a calendari la cui distribuzione può — teoricamente — ricoprire ciascun giorno della settimana: nel massimo campionato sono da segnalare i turni infrasettimanali (lanciati con regolarità dal 2004 per far fronte all'elevato numero di formazioni), le gare all'ora di pranzo ("lunch match") e i posticipi del lunedì, noti come Monday Night. In misura differente, la spalmatura degli orari ha interessato anche la Serie B, la cui innovazione più importante coincide con la calendarizzazione di gran parte degli incontri al sabato pomeriggio (dal 2005).

### Competizioni internazionali per club
L'influenza televisiva sui calendari delle competizioni continentali inizia a farsi sentire tra gli anni '80 e '90: la TV va a modificare un programma già consolidato, che prevedeva lo svolgimento dei tornei attraverso "finestre" prestabilite della stagione (la cui cadenza era regolare, nella serata del mercoledì).

#### 1955-1992: i mercoledì di coppa
Nella prima parte di stagione, ovvero durante i mesi autunnali, erano in calendario 6 date per le coppe: 4 erano comuni a tutte le competizioni (Coppa dei Campioni, Coppa UEFA e Coppa delle Coppe), mentre le ultime 2 erano riservate alla Coppa UEFA, il cui numero di partecipanti era doppio rispetto agli altri tornei (64 a 32). Anche la cadenza dei turni era fissa, con 2 settimane di distanza tra l'andata e il ritorno di uno stesso turno; erano invece 3 tra un turno e il successivo. Le finestre erano così stabilite: la prima tra settembre e ottobre, la seconda tra ottobre e novembre, la terza (riservata alla UEFA, il cui calendario si allineava così agli altri) tra novembre e dicembre. Qualora un torneo avesse fatto registrare un numero di partecipanti maggiore rispetto al previsto, erano organizzati dei turni preliminari in agosto rispettando le 2 settimane di distanza dall'andata al ritorno.
Terminata la pausa invernale, le coppe riprendevano attorno a marzo con la medesima cadenza: le 4 date erano riservate ai quarti di finale e alle semifinali, giocate generalmente in primavera. Le finali erano disputate a maggio, sempre in mercoledì consecutivi: tra l'andata e il ritorno di Coppa UEFA era disputata la finale di Coppa delle Coppe, mentre l'atto conclusivo della Coppa dei Campioni chiudeva la stagione.

#### Dai mercoledì aimatchweek
Una prima conseguenza dell'influsso televisivo è stata la trasformazione dei tradizionali mercoledì in matchweek, ovvero "tre giorni" di coppe: ciò fu dovuto agli anticipi e ai posticipi, fissati al martedì e giovedì, richiesti dalle società partecipanti. Le emittenti televisive hanno inciso anche sugli orari, per evitare la contemporaneità tra formazioni dello stesso campionato: ad esempio la Serie A, che iscriveva almeno 6 squadre ad ogni stagione, vedeva le partite dei suoi club equamente distribuite nei 3 giorni. Il formato creava ripercussioni anche sul campionato nazionale, in particolare per le giornate precedente e successiva alle coppe.

#### 1992-1994: l'orario unico per la Champions League
Dopo aver introdotto la fase a gruppi in Coppa dei Campioni dalla stagione 1991-1992, l'UEFA mette un po' d'ordine alla massima competizione, centralizzando i diritti TV di questa fase a partire dalla stagione 1992-1993 e avviando dunque la trasformazione in UEFA Champions League. Le gare di questa competizione dovevano obbligatoriamente disputarsi il mercoledì alle 20:30 durante la fase a gruppi, mentre le gare di Coppa delle Coppe e Coppa UEFA in programma al mercoledì dovevano iniziare non più tardi delle 19:00, in modo da evitare la sovrapposizione con la Champions League.
Con la nuova formula, a partire dal 1991-1992 la Coppa dei Campioni posticipava la sua pausa invernale, in quanto cominciava ad occupare anche quelle due settimane di gioco tra novembre e dicembre che in passato vedevano in campo solo la Coppa UEFA. Il primo turno della massima manifestazione europea continuava a disputarsi parallelamente ai sedicesimi di Coppa delle Coppe e ai trentaduesimi di Coppa UEFA, così come il secondo turno affiancava gli ottavi di Coppa delle Coppe e i sedicesimi di Coppa UEFA. La fase eliminatoria (ad 8 squadre) vedeva le prime due giornate disputarsi parallelamente agli ottavi di Coppa UEFA, prima della sosta, e le restanti quattro affiancare quarti di finale e semifinali di Coppa delle Coppe e Coppa UEFA. Il turno preliminare di agosto, che fino ad allora era stato un'eccezione, diventò inevitabile (a causa di eventi politici che aumentarono il numero delle nazioni europee) a partire dal 1992-1993. Nel 1993-1994 la Champions League si arricchisce con le semifinali in gara unica, che vengono disputate nella medesima settimana della finale di andata di Coppa UEFA, anticipata solo per quell'anno al martedì.

#### 1994-2000: Coppa UEFA al martedì, Champions League al mercoledì, Coppa delle Coppe al giovedì
Un'ulteriore regolamentazione alla proliferazione selvaggia di anticipi e posticipi fu introdotta dal 1994-1995, stesso anno in cui la Champions League comincia ad ingrandirsi. In ciascun matchweek il martedì era riservato alla Coppa UEFA, il mercoledì alla Champions League e il giovedì alla Coppa delle Coppe (eccezion fatta per le finali e per qualche turno preliminare). Le gare di Coppa UEFA potevano su richiesta essere posticipate al mercoledì (non oltre le 18:00) o al giovedì, così come quelle di Coppa delle Coppe potevano essere anticipate al martedì o al mercoledì (con la stessa limitazione di orario per salvaguardare la serata di Champions League), ma tali richieste diventavano sempre meno frequenti: soprattutto al martedì in Coppa UEFA, che vedeva impegnate diverse squadre per una stessa nazione, rimaneva il problema della spalmatura degli orari di inizio. Dal 1997-1998 per la Champions League viene stabilito il nuovo orario delle 20:45 (al posto delle 20:30), sempre al mercoledì. Tale orario era quello solitamente utilizzato anche per le finali delle altre coppe.
Con il nuovo format (prima a 16 e poi a 24 squadre) la fase eliminatoria della Champions League cominciava già a settembre per concludersi a dicembre: le sei giornate coincidevano con i sei matchweek tradizionali. Le prime quattro giornate affiancavano sedicesimi e ottavi di Coppa delle Coppe nonché trentaduesimi e sedicesimi di Coppa UEFA, mentre le ultime due giornate erano parallele solo agli ottavi di Coppa UEFA. A partire dal 1996-1997 in Coppa UEFA e dal 1997-98 in Champions League furono necessari due turni preliminari: il secondo restava in programma in agosto, parallelamente al turno preliminare unico di Coppa delle Coppe, mentre il primo era programmato tra fine luglio e inizio agosto, in questo caso in settimane consecutive. Già dal 1995, del resto, l'UEFA organizzava ogni estate, tra giugno e agosto, l'Intertoto, che prevedeva dapprima turni articolati nei weekend e poi turni conclusivi infrasettimanali. Dal 1997-1998, con la trasformazione della finale di Coppa UEFA in gara unica, veniva abbreviato il quadro delle finali tra aprile e maggio: solo tre mercoledì consecutivi, cominciando con la finale di Coppa UEFA, proseguendo con quella di Coppa delle Coppe e chiudendo con quella di Champions League.
Dal 1998, nel calendario delle competizioni UEFA trova un posto fisso anche la Supercoppa UEFA, fino ad allora costretta a trovare spazio in veri e propri ritagli di stagione. La competizione veniva a disputarsi in gara unica, collocata a fine agosto, il venerdì alle 20:45 CET, nella stessa settimana in cui si concludevano i turni preliminari delle altre competizioni. La sede dell'incontro (a differenza delle finali delle altre coppe europee) è stata per 14 anni lo stadio Louis II di Montecarlo, mentre a partire dall'edizione 2013 la sede della partita viene scelta dalla UEFA.

#### 1999-2004: Champions League al martedì e mercoledì, Coppa UEFA al giovedì
Dalla stagione 1999-2000, l'ulteriore ingrandimento della Champions League e la scomparsa della Coppa delle Coppe portano a nuovi calendari. Ora la massima competizione occupa due serate, il martedì e il mercoledì (sempre alle 20:45 CET), mentre la Coppa UEFA si sposta al giovedì (con anticipi ai due giorni precedenti, sempre più rari, vincolati alla solita limitazione d'orario). Le finali rimangono al mercoledì per entrambe le competizioni, in settimane differenti. La spalmatura in due serate della Champions League consentiva di limitare gli impegni contemporanei di squadre della stessa nazione a massimo due per serata (mediante anche apposito pilotaggio dei sorteggi per la composizione dei gironi).
Tra il 1999-2000 e il 2002-2003 ci furono stati diversi matchweek dedicati alla sola Champions League, per smaltire la formula con ben due fasi eliminatorie. Le giornate di andata della prima fase eliminatoria (a 32 squadre) si disputavano tra settembre e ottobre in tre settimane consecutive: la prima e la terza occupavano i matchweek tradizionali, la seconda era disputata nella settimana di mezzo (in cui non giocava la Coppa UEFA). Analogamente, le tre giornate di ritorno erano disputate fra ottobre e novembre (nel 1999-2000 e nel 2001-2002 hanno occupato tre settimane consecutive, mentre nel 2000-2001 e nel 2002-2003 il calendario internazionale premise una settimana di pausa fra la quinta e la sesta giornata), occupando anche in questo caso due matchweek "classici" e uno nuovo. Tra novembre e dicembre, in questo caso occupando solo le date usuali, venivano disputate le prime due giornate della seconda fase eliminatoria (a 16 squadre). Le rimanenti quattro giornate venivano disputate dopo la pausa invernale, tra febbraio e marzo (nel 1999-2000 occuparono addirittura quattro settimane consecutive, mentre nelle tre stagioni successive fu creata una settimana di pausa tra la quarta e la quinta giornata). Per altro, ora la Champions League necessitava di ben tre turni preliminari e cominciava già a metà luglio (cinque settimane consecutive dall'andata del primo turno all'andata del terzo e una sola settimana di sosta prima del ritorno del terzo). Invece la Coppa UEFA, che anche nel format aveva praticamente assorbito la Coppa delle Coppe, passava ad un unico turno preliminare, programmato come al solito ad agosto. Il primo turno vero e proprio, strutturato su 96 squadre (equivalente alle 64 della vecchia Coppa UEFA più le 32 di Coppa delle Coppe) rimaneva collocato tra settembre e ottobre, negli stessi matchweek della prima e della terza giornata della prima fase di Champions League. Il secondo turno, con 48 squadre (come le 16 degli ottavi di Coppa delle Coppe più le 32 dei sedicesimi della vecchia Coppa UEFA), pure rimaneva ancorato alla tradizione di ottobre e novembre (nel 1999-2000 e 2001-2002 insieme alla quarta e sesta giornata della prima fase di Champions League, nel 2000-2001 e 2002-2003 insieme alla quinta e sesta giornata). La competizione proseguiva con i sedicesimi di finale, cui entravano in lizza le terze dei gironi della prima fase della Champions, disputati tra novembre e dicembre insieme alle prime due giornate della seconda fase della massima competizione, nei matchweek che in passato erano riservati agli ottavi della vecchia Coppa UEFA. Nella seconda parte della stagione anche la Coppa UEFA alzava il ritmo, programmando in rapida successione ottavi di finale e quarti di finale parallelamente alle ultime quattro giornate della seconda fase di Champions League (tra febbraio e marzo). La stagione si concludeva con un ultimo tour de force: tra fine marzo e aprile venivano giocati i quarti di finale di Champions League e, parallelamente, le semifinali di Coppa UEFA, tra fine aprile e inizio maggio le semifinali di Champions League, a maggio le finali delle due competizioni. Inizialmente vi era un intervallo di due settimane tra andata e ritorno dei quarti di Champions e delle semifinali di Coppa, poi però si preferì abolirlo, facendo giocare questo turno in due settimane consecutive; è stato invece mantenuto l'intervallo di due settimane fra il ritorno dei quarti di finale e l'andata delle semifinali in Champions League. Il ritorno delle semifinali si disputava dopo sette giorni dall'andata, e dopo altri sette giorni era già in programma la finale di Coppa UEFA, seguita da quella di Champions League. Negli anni successivi si preferì invece inserire una settimana di sosta tra il ritorno delle semifinali di Champions e la finale di Coppa UEFA, distanziando conseguentemente anche la finale di Champions a tre settimane (anziché due) dal ritorno delle semifinali.
Nel 2003-2004 (anno della reintroduzione degli ottavi di finale in Champions League in luogo della seconda fase eliminatoria) si torna ad un calendario meno fitto e più vicino a quello tradizionale. Le sei giornate delle eliminatorie di Champions tornano alla loro collocazione naturale fra settembre e dicembre. Ciò comporta però il posticipo dei sedicesimi di Coppa UEFA dopo la sosta invernale (in quanto bisognava attendere le terze classificate dei gironi della Champions). In questa stagione, pertanto, la Coppa UEFA ha disputato tra settembre e dicembre solamente i primi due turni (a 96 e a 48 squadre): il primo ha visto l'andata a settembre, nella settimana a cavallo tra la prima e la seconda giornata di Champions, e il ritorno a metà ottobre, una settimana prima della terza giornata della competizione più importante; il secondo turno di Coppa UEFA ha visto invece l'andata e il ritorno a novembre, nelle stesse settimane della quarta e quinta giornata di Champions League. Nella seconda parte della stagione si impose un calendario che è rimasto in vigore fino al 2008-2009: si ricominciava a febbraio con due settimane consecutive di Coppa UEFA in cui si svolgevano andata e ritorno dei sedicesimi di finale; dopo una settimana di pausa, altre due settimane consecutive con andata e ritorno degli ottavi di finale. La Champions invece riprendeva utilizzando solo due di queste quattro settimane, per l'andata e il ritorno degli ottavi, rispettivamente insieme al ritorno dei sedicesimi e all'andata degli ottavi di UEFA. Di conseguenza, nelle due settimane in cui giocava solo la competizione minore (andata dei sedicesimi e ritorno degli ottavi), essa utilizzava sia il mercoledì che il giovedì. Dopo due o tre settimane, a fine marzo o inizio aprile, si svolgevano parallelamente i quarti di finale delle due competizioni, con andata e ritorno in due settimane consecutive. Dopo altre due settimane, stesso sistema per la disputa delle semifinali. Passati altri quindici giorni, si dava spazio alle finali, in due mercoledì consecutivi: prima quella di Coppa UEFA, poi quella di Champions League.

#### 2004-2009: gironi anche in Coppa UEFA
Dal 2004-2005 viene introdotta una fase eliminatoria anche in Coppa UEFA. La competizione tornava ad avere due turni preliminari, il primo dei quali si disputava a luglio, nelle stesse settimane dell'andata del primo turno e dell'andata del secondo turno preliminare di Champions, mentre il secondo si disputava in agosto insieme al terzo di Champions. In questo modo, il tabellone del primo turno veniva ridotto a 80 squadre (sedici in meno rispetto alle precedenti edizioni), che tornavano a giocare nelle classiche date di settembre e ottobre (parallelamente alle prime due giornate della Champions). In luogo del secondo turno, le 40 superstiti disputavano 8 gironi da 5 squadre, con gare di sola andata. Le prime tre giornate si disputavano insieme, rispettivamente, alla terza, quarta e quinta giornata della Champions League. Invece le ultime due giornate dei gironi di Coppa UEFA venivano sistemate in settimane dedicate, con gironi equamente suddivisi tra mercoledì e giovedì: la quarta giornata una sola settimana dopo la terza (nella settimana a cavallo tra la quinta e la sesta giornata di Champions), la quinta e ultima giornata quindici giorni dopo, a metà dicembre (la settimana successiva alla sesta di Champions). Dopo la pausa invernale la competizione riprendeva con i sedicesimi di finale, cui accedevano le 8 terze dei gironi di Champions e 24 superstiti dalla fase eliminatoria (le prime 3 di ciascun girone), seguendo lo stesso calendario introdotto dal 2003-2004.

#### 2009-2018: Europa League in due fasce orarie
Dalla stagione 2009-2010, la creazione dell'Europa League (in sostituzione della Coppa UEFA e dell'Intertoto) ha dato luogo ad un sistema televisivo più simile alla Champions League anche per la seconda competizione europea. Essa gioca sempre al giovedì, ad eccezione della finale confermata al mercoledì, nelle stesse settimane in cui gioca la Champions League (fino alla stagione 2011-2012 le ultime due giornate delle eliminatorie di Europa League venivano giocate una settimana dopo quelle di Champions, con spalmatura al mercoledì e al giovedì negli stessi orari), e prevede nelle eliminatorie, nei sedicesimi e negli ottavi di finale due orari di inizio, le 19:00 CET e le 21:05 CET, fra i quali sono spalmate le gare. Tutte le partite di quarti e semifinali vengono giocate alle 21:05, la finale alle 20:45.
Sempre dal 2009-2010, in Champions League si registrano tre novità: il quarto e ultimo turno preliminare si adatta al format della competizione, venendo anch'esso equamente suddiviso fra martedì e mercoledì alle 20:45 CET (a differenza dei primi tre turni); gli ottavi di finale vengono ulteriormente spalmati, sia all'andata che al ritorno, in quattro serate (martedì e mercoledì di due settimane consecutive, al solito orario); la finale viene collocata al sabato, ma sempre in una settimana differente da quella della finale di Europa League.
Il nuovo format prevede ben quattro turni preliminari per entrambe le competizioni, contro i tre del passato (in Coppa UEFA in passato erano due, ma in realtà i quattro turni preliminari della Europa League sostituiscono anche il vecchio primo turno a 80 squadre, oltre allo stesso torneo Intertoto). Si comincia a fine giugno o inizio luglio e si prosegue per sei settimane consecutive, nelle quali si disputano in successione i primi tre turni preliminari sia in Champions League che in Europa League. Poi, dopo una settimana di sosta, si disputano in due settimane consecutive andata e ritorno del quarto e ultimo turno preliminare (denominato play-off). Una prima novità di calendario è dunque che la settimana di riposo cade tra il ritorno del terzo e l'andata del quarto turno preliminare, anziché tra andata e ritorno dell'ultimo turno come accadeva in passato. Le eliminatorie di entrambe le competizioni si dipanano tra settembre e dicembre, con le sei giornate dei gironi di entrambe le competizioni che si giocano nelle stesse settimane (anche l'Europa League ha i gironi da 4 squadre con gare di andata e ritorno, che promuovono alla fase successiva le prime due classificate dei 12 gruppi alle quali si aggiungono le terze classificate dei gironi di Champions League). Dopo la sosta invernale, si riprende col solito calendario per la Europa League, mentre la novità in Champions è rappresentata dalla spalmatura degli ottavi di finale su quattro settimane: l'andata nelle settimane dei sedicesimi di Europa League, il ritorno in quelle degli ottavi della seconda competizione UEFA. Nessuna variazione per quarti di finale e semifinali, mentre la finale di Champions League si disputa dieci giorni dopo quella di Europa League, al sabato.

#### 2018-2021: doppia fascia oraria anche in Champions League
La stagione 2018-2019 vede l'applicazione di una doppia fascia oraria anche per quanto riguarda la Champions League, distribuendo — in ciascun turno della fase a gironi — due gare alle 18:55 e le restanti sei alle 21:00, sempre con riferimento al fuso orario dell'Europa Centrale. L'orario preserale rimane valido per i sedicesimi e gli ottavi di finale dell'Europa League, mentre gli altri turni — concernenti anche la massima competizione europea — sono disputati in notturna. Tali cambiamenti hanno accompagnato altre modifiche, incentrate tuttavia sull'aspetto regolamentare del gioco e non sulla copertura mediatica.
Un'ulteriore novità riguarda, dal 2019, la riduzione della distanza temporale tra le finali delle due manifestazioni: entrambe sono ora programmate nel corso della medesima settimana, mantenendo fissa la collocazione della finale di Europa League al mercoledì e di quella della Champions League al sabato. L'UEFA ha temporizzato la validità di tale programma fino al 2021, anno in cui è prevista una nuova riforma circa lo svolgimento delle competizioni continentali.